# Індія
І́ндія, або Бга́рат (гінді भारत, трансліт. Bhārat), офіційна назва Респу́бліка І́ндія (англ. Republic of India, гінді भारत गणराज्य, трансліт. Bhārat Gaṇarājya) — країна у Південній Азії. Індія є першою за чисельністю населення (за деякими даними другою) та сьомою за площею країною світу, а також найнаселенішою демократією світу. Оточена Індійським океаном на півдні, Аравійським морем на південному заході та Бенгальською затокою на південному сході, і розділяє сухопутні кордони з Пакистаном на заході; Китаєм, Непалом і Бутаном на півночі, а також із М'янмою і Бангладеш на сході. В Індійському океані, країна знаходиться неподалік Шрі-Ланки та Мальдівів; її Андаманські і Нікобарські острови розділяють морський кордон із Таїландом та Індонезією.
Сучасні люди прибули на індійський субконтинент з Африки не пізніше 55 000 років тому. Більшість із них тривалий час були мисливцями-збирачами, і жили в різних формах ізоляції, що зробило регіон генетично різноманітним, поступаючись лише Африці. Стале життя виникло на субконтиненті в західних краях басейну річки Інд 9000 років тому, поступово перетворюючись на Індську цивілізацію у третьому тисячолітті до н. е. До 1200 року до н. е. прамова санскриту, індоєвропейської мови, розповсюдилася на Індію з північного заходу, утворивши мову ріґведа, і розпочавши культуру індуїзму в Індії. Дравідійські мови Індії були витіснені з північних районів. Близько 400 року до н. е. в межах індуїзму виникло розшарування та соціальне відторгнення у вигляді системи каст, а також буддизм і джайнізм, які проголосили соціальні порядки, не пов'язані зі спадковістю. Ранні політичні консолідації дали старт імперіям Маур'їв та Гуптів, що базуються в гангському басейні. Їх колективна епоха була переповнена розвиненою творчістю, але також відзначалася занепадом статусу жінки та включенням недоторканності до організованої системи вірування. На півдні Індії Середні царства експортували дравідійські мови та письмову культуру до царств південно-східної Азії.
У ранньому середньовіччі християнство, іслам, юдаїзм та зороастризм пустили коріння на південному та західному узбережжі Індії. Навали мусульманських армій з Середньої Азії переривчасто заполоняють північні рівнини Індії, і врешті-решт це приводить до заснування Делійського султанату і включення Північної Індії до космополітичної мережі середньовічного ісламу. У XV столітті Віджаянагарська імперія створила довговічну композиційну індуїстську культуру на півдні Індії. Сикхізм, що виник у Пенджабі, відкинув інституціоналізовану релігію. Монгольська Імперія розпочала в 1526 році два століття відносного спокою, залишивши спадщину світової архітектури. Далі поступово встановилося правління Британської Ост-Індійської компанії, що перетворило Індію на колоніальну економіку. Правління Британської Корони розпочалося в 1858 році. Права, обіцяні індійцям, надавалися повільно, однак впроваджувалися сучасні технологічні зміни, реформи освіти і суспільного життя. Виник впливовий націоналістичний рух, який був відзначений ненасильницьким опором і привів Індію до її незалежності в 1947 році.
Територія Індії — 3 166 829 км² (є 7-ю країною у світі за географічною площею). Довжина з півночі на південь — понад 3000 км; з заходу на схід — близько 2000 км. Кількість населення — 1 млрд 358 млн осіб (2013 р.; у 1990 р. — 844 млн.) Це друга за величиною населення, — після Китаю, — держава на планеті Земля. Столиця — Нью-Делі. Найбільші міста: Колката (понад 16 млн жителів), Мумбай (Бомбей) (понад 15 млн жителів), Ченнай (Мадрас) (6 млн жителів), Гайдарабад (5 млн жителів), Бенгалуру (4,5 млн жителів), Ахмадабад (4 млн жителів)
За рівнем розвитку економіки (паритет купівельної спроможності) Індія займає 4-те місце у світі. Грошова одиниця — індійська рупія = 100 пайсам. Експорт: чай, кава, залізо, сталь, спеції та прянощі, текстиль, коштовне каміння та ювелірні вироби, техніка, хімікати, шкіра та шкіряні вироби, риба. Партнери в експорті: США (17 %), Об'єднані Арабські Емірати (8,8 %), Китай (5,5 %), Гонконг (4,7 %), Велика Британія (4,5 %), Сінгапур (4,5 %) (2004). Імпорт: нафта, машини та механізми, коштовне каміння, мінеральні добрива, хімікати. Партнери в імпорті: Китай (6,1 %), США (6 %), Швейцарія (5,2 %), Бельгія (4,4 %) (2004)
Офіційна мова — гінді та (тимчасово) англійська, також 21 регіональна мова. Членство у міжнародних організаціях: ООН, Рух неприєднання, ЮНІСЕФ, ВООЗ, Міжнародна організація космічного зв'язку «Інтерсупутник», Всесвітня продовольча програма, МОП, SAARC, МБРР, МАР тощо. Індія — колиска деяких із найдавніших цивілізацій. Через великі розміри населення та темпи економічного розвитку, Індію розглядають однією з потенційних наддержав.

## Назва
Європейська назва країни, Індія, походить від давньоперського слова Hindu (Гінду), яке у свою чергу походить від санскритського Сіндгу; — історичної назви річки Інд. Давні греки називали індійців Індо (дав.-гр. Ἰνδοί) — «люди Інду».
Конституція Індії визнає та вживає в офіційному користуванні також другу (власне, історично — першу) назву, Бгарат (гінді भारत), яка походить від санскритського імені давньоіндійського царя Бгарати, історія якого була описана в «Махабхараті». Третя назва, Гіндустан (з перської — «країна індійців»), використовується з часів Імперії Великих Моголів, однак офіційного статусу не має.

## Географія
Див. також: Геологія Індії, Гідрогеологія Індії.

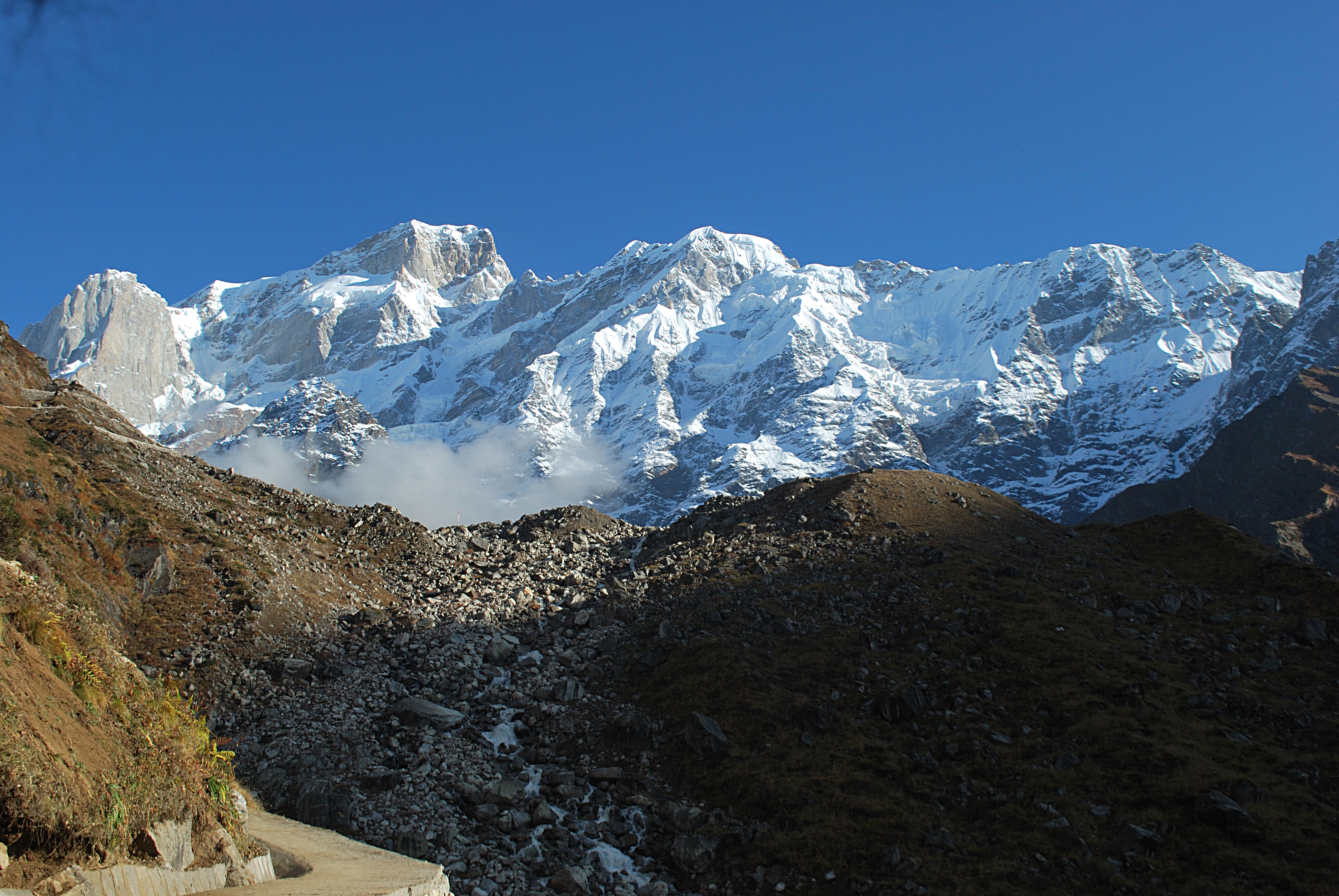
Хребет Великих Гімалаїв Кедар піднімається за храмом Кедарнатх, штат Уттаракханд.

Індія розташована на півдні Євразійського континенту, на півострові Індостан.
Має берегову лінію завдовжки 7 тисяч кілометрів та кордони із Пакистаном на заході, Китаєм, Непалом і Бутаном на північному сході та Бангладеш і М'янмою (колишня Бірма) на сході.
Індія також претендує на кордон із Афганістаном на північному заході (частина індійського штату Джамму та Кашмір, що межує з Афганістаном, перебуває під контролем Пакистану).
В Індійському океані має кордон із Мальдівами на південному заході, Шрі-Ланкою на півдні та Індонезією на південному сході. Від Шрі-Ланки її відділяють Полкська протока і Манарська затока; протокою Ґрейт-Ченнел між островами Великий Нікобар і Суматра проходить морський кордон між Індією та Індонезією.
Рельєф: гірська частина — Гімалаї на північному кордоні, річкові долини Гангу, Інду, Брахмапутри; плато Декан на південь від річки Нармада — між західним і східним хребтами Гат; на заході — пустеля.
Найвища точка — гора Чоґорі на півночі (на кордоні з Китаєм) — 8611 м.
До складу Індії входять Андаманські і Нікобарські острови, острови Лакшадвіп.

## Історія
На території сучасної Індії виникла одна з найдавніших людських цивілізацій. З середини 3 тис. до н. е. там почала свій розвиток Хараппська цивілізація. У VI ст. до н. е. північний захід сучасної Індії потрапив під панування Перської імперії. У III ст. до н. е. в західні регіони Індії вторглась грецька армія Александра Македонського, що призвело до утворення на територіях західніше Інду низки елліністичних державних утворень. Мусульманське завоювання (VI ст.), нашестя Тамерлана (XIV ст.). У 1526 році було утворено імперію Великих Моголів, яка досягла свого розквіту у XVIII ст. Саме тоді на її територію стали претендувати ряд європейських країн. Наприкінці XVIII ст. країна стала колонією Британії. І тільки 1947 рік приніс незалежність цій англійській колонії, яку в спробі знизити рівень міжконфесійної ворожнечі розділили на дві країни — індуїстську Індію і мусульманський Пакистан, що складався з західної та східної частин (остання в 1971 році стала незалежною країною Бангладеш).

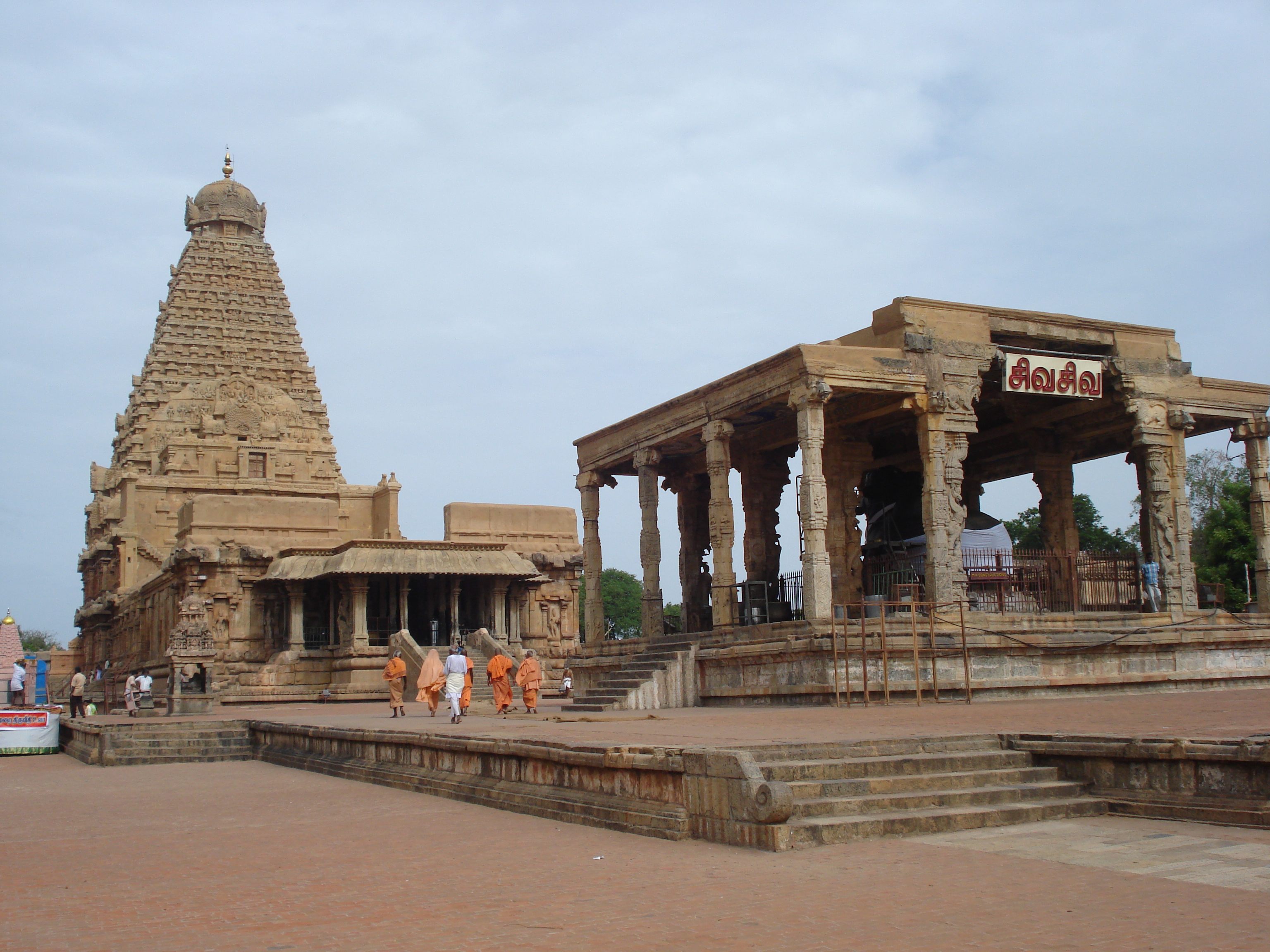
Брахідеешварар, храм, який побудував Раджараджа Чола I між 1003 і 1010 рр.

Перша індійська цивілізація знаходилася в долині Інду 2500—1600 до н. е.; можливо, була створена дравідами, предками більшості народів південної Індії. Вторгнення арійських народів північного заходу почалися в 1500 до н. е. Субконтинент, крім крайнього півдня, був вперше об'єднаний імператорами Маур'їв 321—184 до н. е. і вдруге при династії Гуптів 300—500 н. е. Мусульманські торговці освоювали Індію з XII ст. У 1498 році, після того, як португальська експедиція Васко да Гами відкрила морський шлях до Індії розпочалась історія європейської колонізації Індійського субконтиненту. Ісламська імперія Моголів у 1527—1857 роках займала майже весь субконтинент, але з 1707 почався її занепад. Британська Ост-Індійська компанія панувала в Індії із середини XVIII століття до повстання сипаїв 1857 року, коли влада перейшла до британської корони.
У 1885 році засновано партію «Індійський національний конгрес», що з часом стала на чолі національно-визвольного руху. З 1915 року одним із лідерів Конгресу став Могандас Карамчанд Ганді, популярний серед простого народу. У 1947 році Британська Індія була розділена на дві суверенні держави: переважно населену індусами Індію і мусульманський Пакистан, між якими відразу ж почалася війна за князівство Кашмір. Конфронтація між двома країнами призвела до декількох серйозних військових конфліктів впродовж другої половини XX століття, політичне напруження між двома країнами зберігається до сьогодні.
Першим прем'єр-міністром незалежної Індії став представник «Індійського національного конгресу» Джавахарлал Неру, політичні погляди якого характеризувалися нахилом у бік соціалізму та симпатією до Радянського Союзу.
Наступного прем'єр-міністра, доньку Джавахарлала Неру, Індіру Ганді в 1984 році було вбито власним охоронцем-пенджабцем, який мстився за збройне придушення повстання у пенджабському місті Амрітсарі 1982 року, що призвело до загибелі сотень людей.
Центральне правління введене в Джамму та Кашмір через виступи ісламських сепаратистів у 1990 р., в Тамілнаду — в 1991 р.
Раджив Ганді, лідер партії «Національний конгрес» (І), вбитий під час виборів 1991 року тамільськими націоналістами через його рішення направити війська до Шрі-Ланки для допомоги шрі-ланкійській владі у придушенні повстання тамілів.

## Політика і державні механізми
Політична система — федеративна демократична республіка

### Політична система

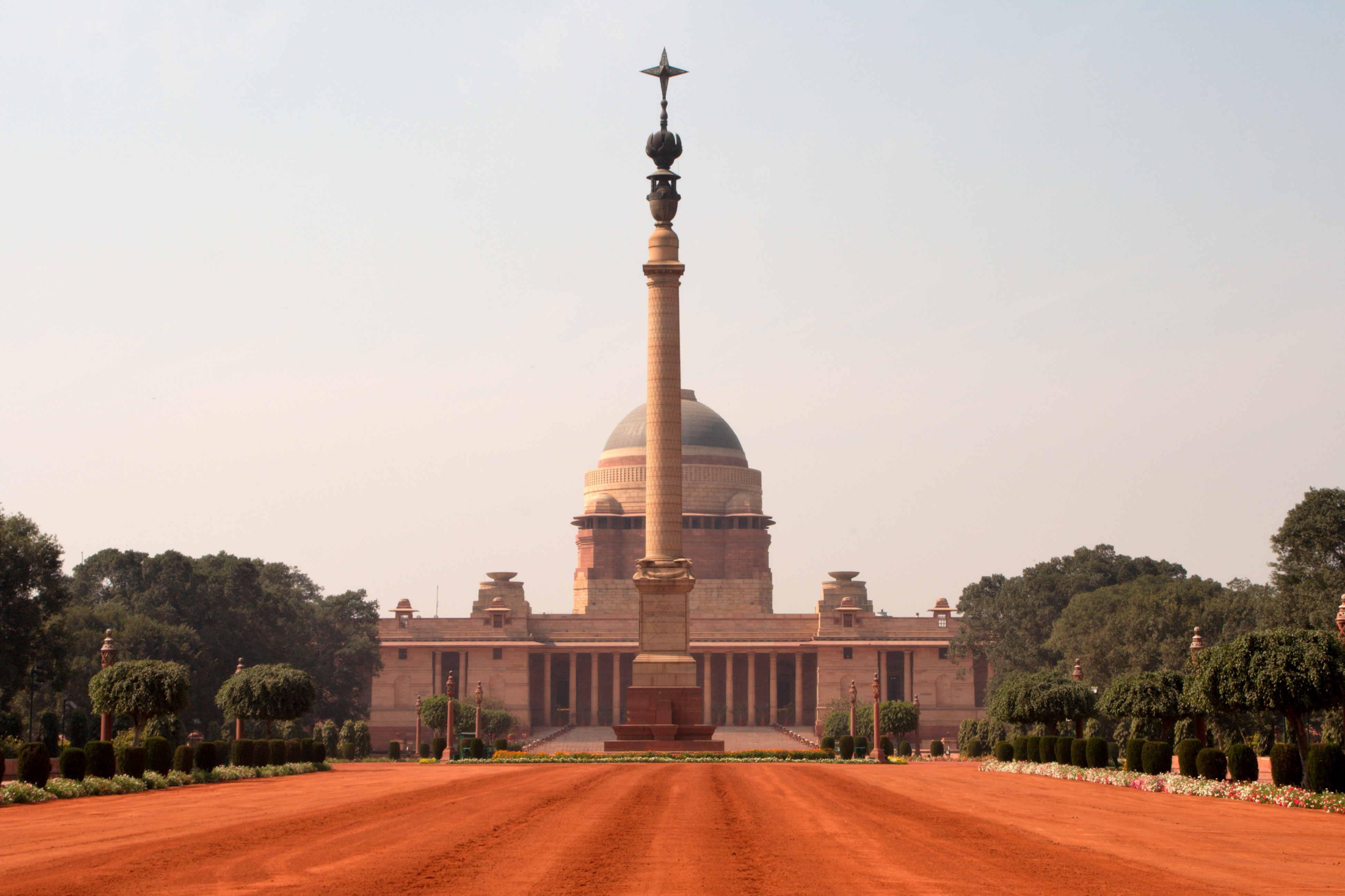
Президентський палац Раштрапаті-Бхаван

Конституція Індії набула чинності 26 січня 1950 року. Преамбула Конституції визначає Індію як суверенну, соціалістичну, світську, демократичну республіку.
Індія має двопалатний діючий парламент схожий у своїх функціях та особливостях до Вестмінстерського типу парламентської системи. Його форма правління традиційно описується як «квазі-федеральна» з сильним центром і слабкими регіонами, але починаючи з кінця 1990-х років внаслідок політичних, економічних і соціальних змін, вона набуває все більше дійсно федеральної форми.

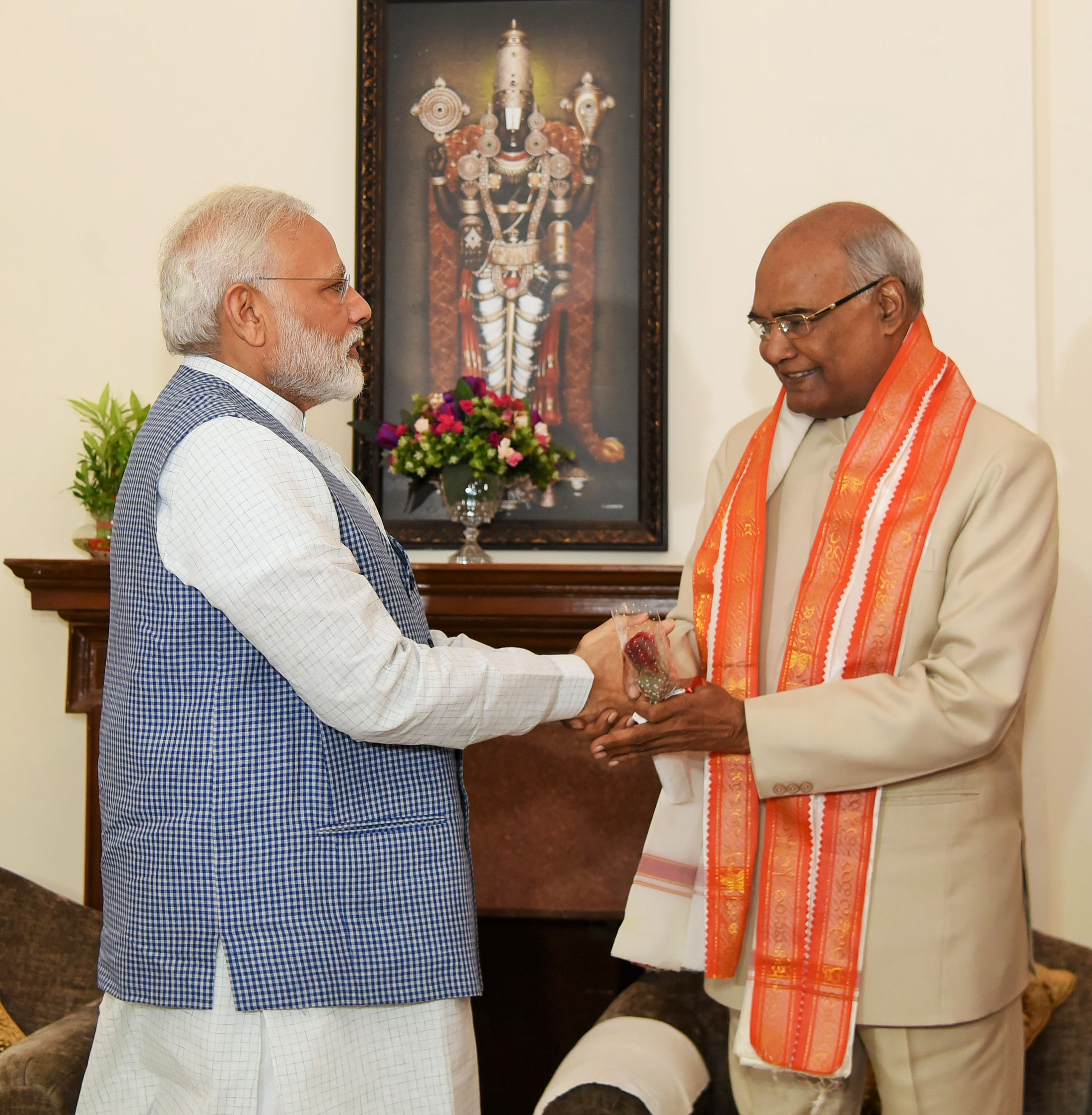
Прем'єр-міністр Нарендра Моді вітає новообраного президента Рама Натха Ковінда в Нью-Делі, 20 липня 2017 року.

Президент Індії є головою держави і обирається непрямими виборами через колегію виборців на п'ятирічний термін. Прем'єр-міністр Індії є головою уряду і здійснює найбільші виконавчі функції, призначається президентом, прем'єр-міністр вибирається партією або політичним союзом партій, що складають більшість місць у нижній палаті парламенту. Виконавча влада складається з президента, віцепрезидента, та Ради Міністрів Індії на чолі з прем'єр-міністром. Будь-який міністр при отриманні портфеля повинен бути членом однієї з палат парламенту.
Загалом законодавча влада Індії уособлює Парламент Індії (Сансад), який складається з верхньої палати, що іменується Раджья Сабха (Рада штатів) і нижньої палати, що іменується Лок Сабха (Будинок народу). Раджья Сабха, постійно діючий орган влади, що має 245 членів, які працюють протягом шести років. Більшість із них обрані державним і територіальними законодавчими органами штатів у пропорції до населення тих штатів. А 543 з 545 членів Лок Сабга обираються безпосередньо шляхом всенародного голосування і представляють окремі округи протягом п'яти років. Два інших члени нижньої палати призначаються президентом з англо-індійської громади, якщо президент вважає, що вона не представлена належним чином у державних органах.

### Правова система

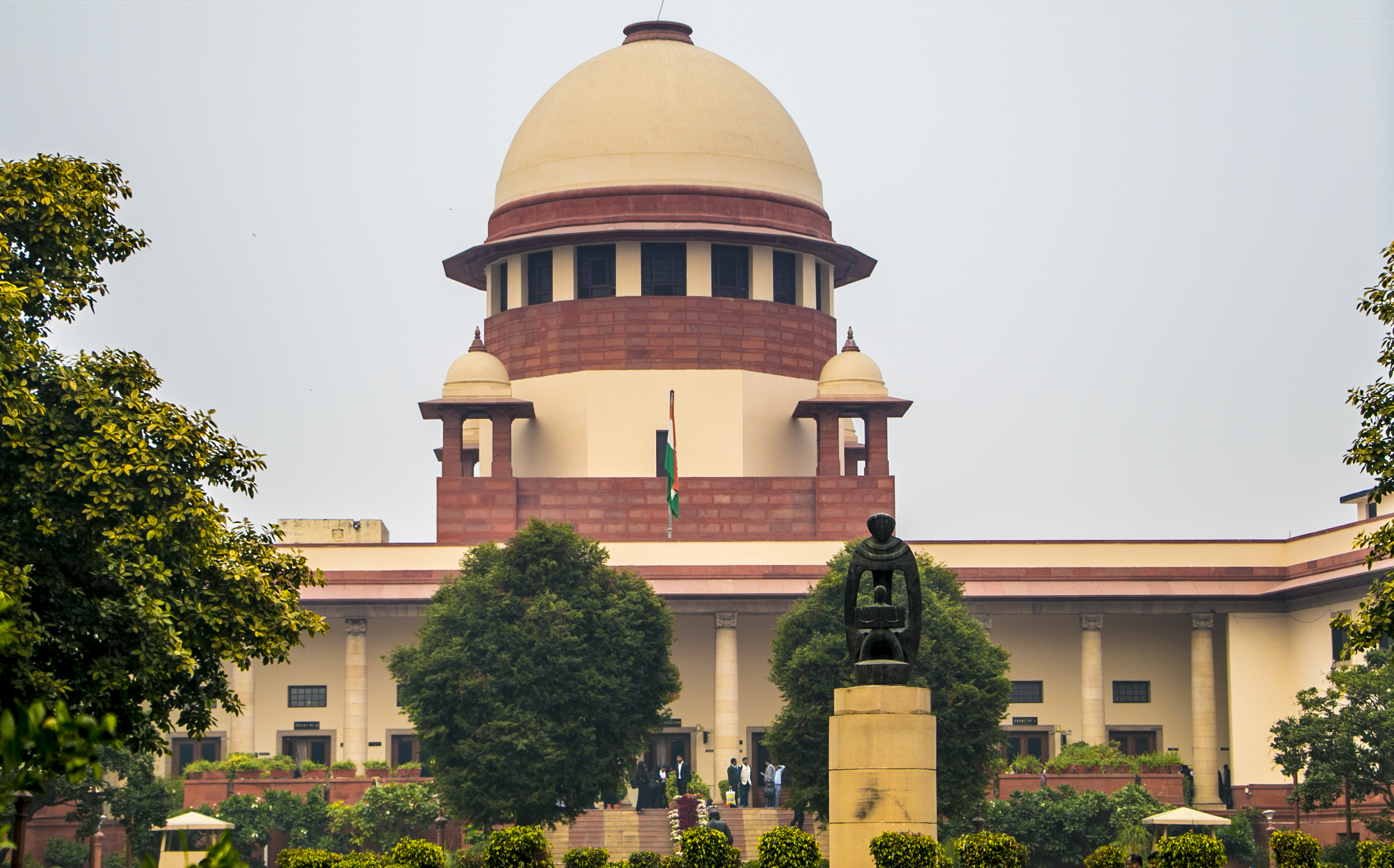
Верховний суд Індії

Індія має унітарну триступеневу судову систему, що складається з Верховного суду, очолюваного Головним суддею Індії, двадцяти одного Верховного суду штатів, а також велику кількість судів першої інстанції. Верховний суд є першою інстанцією щодо справ, пов'язаних з основними правами і щодо суперечок між штатом та Центром, також він має апеляційну юрисдикцію. Це незалежна судова структура, і має право заявити про невиконання, перероблення чи виключення загальноіндійських або штатних-окружних законів, які суперечать Конституції країни. Однією з найважливіших функцій Верховного суду Індії є роль остаточного тлумачення Конституції країни.
Починаючи з третього рівня судочинства, на рівні округів розрізняють окремо цивільні та кримінальні суди. Під цивільне судочинство підпадають у мегаполісах (міських округах) цивільні суди (рамках юрисдикції міста), які також відповідають рівню окружним судам у сільських округах. Для кримінального права в міських та сільських районах, утворені суди кримінальні (Sessions). Крім того, існують спеціальні суди по конкретних суспільних сферах, які базуються на сімейному і комерційному праві. Законодавством дозволяється ще й прості суперечки на найнижчому рівні вирішувати в панчаятах сіл (Грам панчаят).
У результаті довгого та ретельного застосування британської юридичної практики колоніального періоду в Індії досі часто загальноприйняте застосування права, яке ґрунтується не на законах, а з відповідними рішеннями судів із використанням судових прецедентів. Мовою суду є англійська, а на нижніх рівнях, в обговореннях можуть використовуватися відповідні регіональні офіційні мови. Особливістю Індії є те, що кожна громада (каста) має свої закони і положення сімейного та спадкового права, це поширене як серед індусів, так і серед інших релігійних громад — сикхів, джайнів, буддистів і мусульманських громад.

## Право Індії

### Внутрішня політика
У ході боротьби за незалежність, був утворений Національний конгрес, який поклав би край колоніальному пануванню англійців. Після здобуття незалежності в 1947 році, партія «Індійський національний конгрес» перетворилася в найбільшу партію із своїм лідером Джавахарлалом Неру, першим керівником Уряду Індії. До середини 1990-х років у політиці Індії домінувала ця партія, яку очолювали представники сім'ї Неру-Ганді.
Лише після конфлікту, який розрісся після руйнування мечеті Бабрі в Айодх'я в країні почали розпалюватися серйозні міжетнічні та міжконфесійні конфлікти. В такій ситуації індійське суспільство почало різко радикалізуватися, як наслідок ставали популярними крайні націоналістичні партії та рухи. Саме тоді «Бхаратія джаната парті»(БДП) вийшла на перші ролі й її керівникам вдалося зорганізувати частину крайньо правих партій та з гаслами індуїзації країни перехопити владу у розгублених консерваторів (яких ще й гризли внутрішні корупційні конфлікти). Й з 1998 року по 2004 рік, БДП очолили уряд та більшість у палатах парламенту Індії, а керівником уряду був вибраний більш поміркований їх представник — Атал Біхарі Ваджпаї.
Але після нападу на потяг із паломниками в 2002 році почалася різанина в місті Гуджарат, на яку доволі м'яко реагували державні структури (подекуди своїми діями ще більше провокуючи конфлікт), в суспільстві індійців почали відбуватися зміни в сторону пом'якшення крайньо правих ідей. Тому в 2004 році на парламентських виборах, опозиційна тоді партія «Національного Конгресу» досягнула гучної перемоги, під керівництвом Соні Ганді. Але створивши коаліцію, та маючи більшість у парламенті Соня Ганді відмовилася від поста прем'єр-міністра (видно пам'ятаючи сумний кінець всіх владоможців-попередників у її родині). Тому 22 травня 2004 року Манмохан Сінґх — став головою уряду Індії. А в 2009 році на чергових парламентських виборах Коаліція Об'єднаного прогресивного альянсу на чолі з керівництвом «Індійського Національного Конгресу» ще більше розширили свою підтримку в парламенті, а Манмохан Сінґг був переобраний прем'єр-міністром.
Загалом оприлюднені 16 травня 2009 року результати 15-х за історію Індії виборів до парламенту:
- Правляча коаліція — Об'єднаний прогресивний альянс — здобула 262 із 543 мандатів, із них 206 — в «Індійського національного конгресу».
- Опозиційний Національний демократичний фронт, у якому головну роль відіграє індуїстська «Партія Бгаратія Джаната», на думку багатьох, націоналістична, здобула 158 голосів.
- 76 голосів у блоку «Третя сила» — комуністів із партіями регіональної та кастової орієнтації, котрі кинули партіям-важковаговикам виклик, але зазнали невдачі[30].

### Зовнішня політика

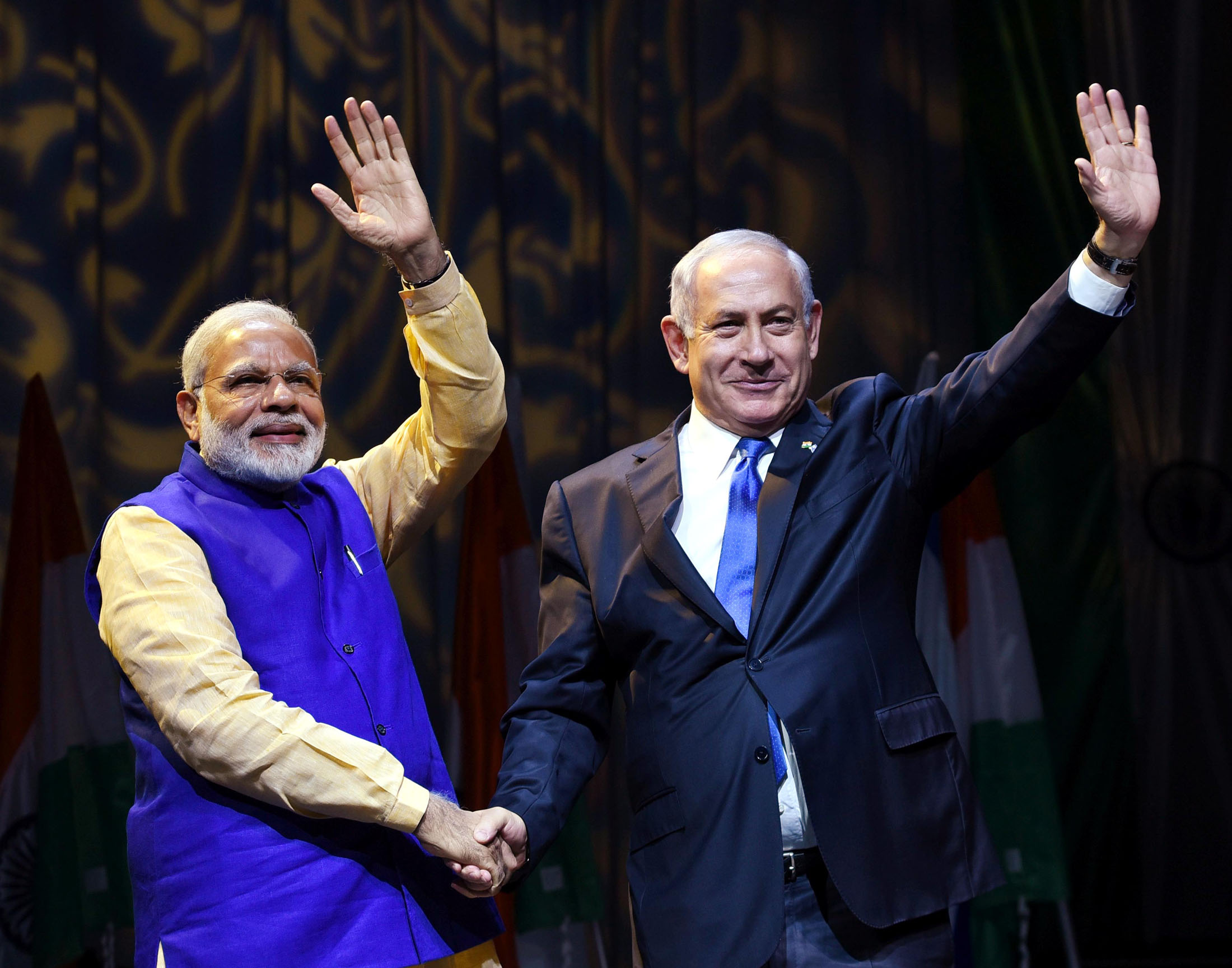
Прем'єр-міністр Індії Нарендра Моді та прем'єр-міністр Ізраїлю Біньямін Нетаньяху, 2017 р.

Членство у міжнародних організаціях: ООН, Рух неприєднання, ЮНІСЕФ, ВООЗ, Міжнародна організація космічного зв'язку «Інтерсупутник», Всесвітня продовольча програма, МОП, SAARC, МБРР, МАР

### Збройні сили країни

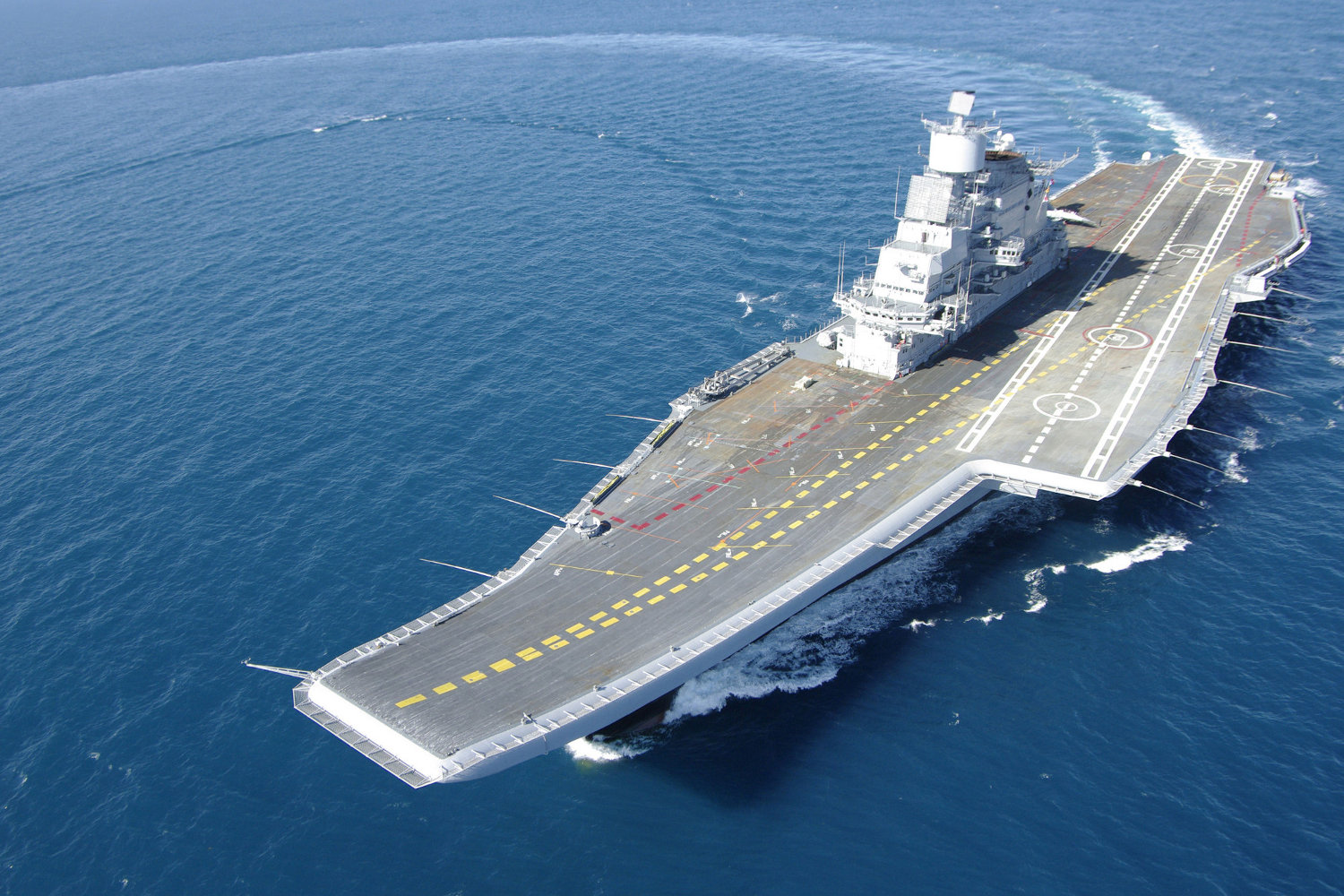
Індійський авіаносець Вікрамадітья

Військовики Індії повністю складаються з добровольців, загальної військової повинності не існує. Індійські професійні збройні сили є третіми за кількістю у світі. Вони мають близько 1,3 мільйона солдатів, з них 1,1 мільйона в армії, 150 000 у військово-повітряних силах і ще 53 000 служать на флоті. Ще в розпорядженні уряду є 800 000 резервістів і 1,1 млн службовців у внутрішніх військах, де також створені воєнізовані групи. Якщо все це підсумувати, то виявиться, що чисельніші тільки китайські військові формування. Індійські військовики мають у своєму розпорядженні 3264 бойових танків, 733 бойових літаків, 199 гелікоптерів, 21 корабель і 17 підводних човнів (станом на 2005 рік). Витрати на оборону в 2005 році становили 18,86 млрд дол США, що становить 3,0 відсотка від валового внутрішнього продукту країни і становить 17 доларів США на душу населення. Від часів здобуття незалежності, індійські військовики (саме командна верхівка збройних сил) проявляли мало інтересу до політичного життя країни, вони підкоряються цивільній адміністрації, саме президенту країни, як головнокомандувачу збройних сил Індії.
З 1974 року, Індія є неофіційною ядерною державою. Вона розробила власну ядерну програму й розвинула її в військовому напрямі — створивши ракети ближнього і середнього радіуса дії — ракетний комплекс Агні-III, з радіусом дії до 5500 кілометрів, який також може бути споряджений ядерними боєголовками (станом на 2005 рік — існує 74 ядерні боєголовки). Індія так і не підписала угоду про Ядерне нерозповсюдження, але призупинила свою ядерну програму, згідно зі світовою доктриною першого ядерного удару. 12 квітня 2012 року провела успішне випробовування нової балістичної ракети Аґні-5.
З 2004 року існують індійські військові бази за кордоном, авіабаза Фархор у Таджикистані. Існує також співпраця з Мозамбіком, а саме військова угода, яка ґрунтується на патрулюванні і охороні морських територій країни з боку індійських військових кораблів. Індія також має з Маврикієм тісні військові зв'язки, ВПС Індії контролюють повітряні простори Маврикія і ще також ведеться співпраця з індійським ВМС (за мозамбіцькими схемами).

## Економіка

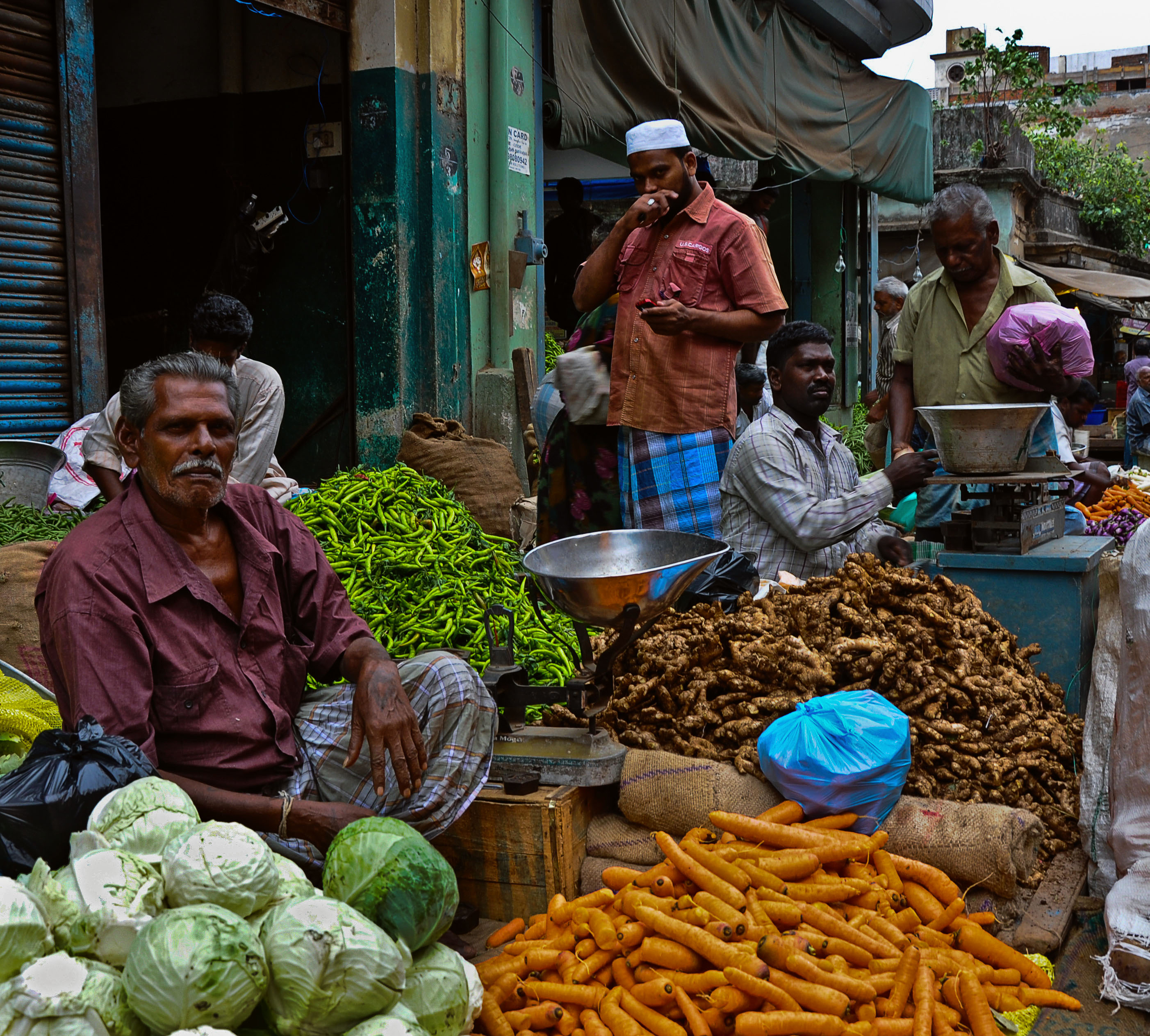
Ринок у Тамілнаду. Понад 95 % торгівлі в Індії є стихійною.

Індія — аграрно-індустріальна країна. Структура ВВП наприкінці XX ст. (%): гірничодобувна пром-сть — 2,1; обробна пром-сть — 15,2; сільське господарство — 32; енергетика — 1,6; будівництво — 4,2; торгівля — 13,6; транспорт і зв'язок — 5,2; інші — 26,1. Держ. сектор займає монопольне положення на транспорті, зв'язку, в оборонній і ядерній промисловості, трансп. машинобудуванні, видобутку нафти, золота, виробництві добрив, банківській справі, страхуванні та імпорті. Транспорт: залізничний, автомобільний, річковий, морський, повітряний. Індія — одна з найбільших залізничних країн світу: протяжність її доріг понад 62 тис. км. Майже 90 % морського вантажообігу переробляється вісьмома головними портами. Найбільший серед них — Мумбаї. Північний схід обслуговує Калькутта. Найважливіші порти Південної Індії — Вішакхапатнам, Ченнай, Кочі. У Гуджараті створений великий порт Кандла. Розвинутий повітряний транспорт, як на міжнародних, так і на внутрішніх лініях. Бомбей, Делі, Калькутта — найбільші міжнародні аеропорти Індії.
ТЕС Індії виробляють бл. 75 % електроенергії, яка споживається країною. Найбільші ТЕС Індії знаходяться в: Синграулі, Корбі, Рамагундамі, Рмханді, Фараккі. Атомні електростанції — в Тарапурі, Коті, Калпаккамі, Нарорі, Какрапарі.

### Туризм
За даними World Travel and Tourism Council туризм приніс бюджету Індії в 2011 році 121 млрд дол. США, що складає 6,4 % від ВВП країни. У цьому ж році Індію відвідали 6,29 млн туристів. В туристичній галузі працює 39,3 млн осіб — це 7,9 % від економічно активної частини населення. В доповіді 2011 року по конкурентоспроможності в ціновій політиці в сфері туризму Індія посіла 28 місце з 139.

## Захист навколишнього природного середовища

### Вуглецева нейтральність
Оголошені прем'єр-міністром Нарендрою Моді про посилення цільових показників дій Індії щодо боротьби зі зміною клімату, зокрема, про досягнення нульових викидів до 2070 року, наголосило на важливості довгострокового планування для декарбонізації економіки. До цього часу уряд Індії відреагував на безпрецедентні зміни в енергетичному секторі, особливо на швидке зниження вартості енергії на основі відновлюваних джерел енергії (ВЕ), різко підвищивши цільові показники для ВДЕ.
Завдяки такому підходу Індія досягла успіху і перебуває на шляху до виконання своїх зобов'язань за Паризькою угодою на 2030 рік. Однак майбутній шлях буде складним, і тому буде потрібна скоординована стратегія для ефективної та дієвої декарбонізації економіки.
Короткострокові цілі, оголошені прем'єр-міністром, які мають бути досягнуті до 2030 року, належать переважно до енергетичного сектору. Це доречно, тому що це найбільше джерело викидів парникових газів, а також найпростіше для декарбонізації.
Було поставлено чотири цілі на 2030 рік — потужність виробництва невикопаного палива має становити 500 ГВт, потужність відновлюваної енергії — 50 відсотків усієї генеруючої потужності, зниження інтенсивності викидів на 45 відсотків та запобігання викидам парникових газів на 1 мільярд тонн. Для декарбонізації енергетичного сектора було б краще мати єдину мету, пов'язану з викидами, щоб можна було розробити оптимальну стратегію досягнення цілі з найменшими витратами.
Зниження інтенсивності викидів важлива мета; Засобом для досягнення цієї мети є більш широке використання ВДЕ або невикопаного палива. Встановлення допустимої інтенсивності викидів у грамах еквівалента діоксиду вуглецю на кіловат-годину проданої електроенергії, що застосовується до всіх об'єктів, що обслуговують навантаження, було б хорошим варіантом для цілей в енергетичному секторі.

## Адміністративний устрій
Згідно з Конституцією, Індія — союз штатів. В основу територіального поділу покладено мовну спільність населення. У штатах існують законодавчі збори і місцеві уряди. До складу країни входить 28 штатів (state), Національна столична територія Делі і сім союзних територій — порівняно невеликих за розміром і чисельністю населення адміністративних одиниць центрального підпорядкування.
Штати
| Номер | Штат            | Код | Столиця          |
| ----- | --------------- | --- | ---------------- |
| 1     | Андгра-Прадеш   | AP  | Хайдарабад       |
| 2     | Аруначал-Прадеш | AR  | Ітанагар         |
| 3     | Ассам           | AS  | Діспур           |
| 4     | Біхар           | BR  | Патна            |
| 5     | Чхаттісгарх     | CG  | Райпур           |
| 6     | Гоа             | GA  | Панаджи          |
| 7     | Гуджарат        | GJ  | Гандінагар       |
| 8     | Хар'яна         | HR  | Чандігарх        |
| 9     | Гімачал-Прадеш  | HP  | Шимла            |
| 10    | Джаркханд       | JH  | Ранчі            |
| 11    | Карнатака       | KA  | Бангалор         |
| 12    | Керала          | KL  | Тіруванантапурам |
| 13    | Мадх'я-Прадеш   | MP  | Бхопал           |
| 14    | Махараштра      | MH  | Мумбаї           |
| 15    | Маніпур         | MN  | Імпхал           |
| 16    | Мегхалая        | ML  | Шиллонг          |
| 17    | Мізорам         | MZ  | Аїджал           |
| 18    | Нагаленд        | NL  | Кохіма           |
| 19    | Одіша           | OD  | Бхубанешвар      |
| 20    | Пенджаб         | PB  | Чандігарх        |
| 21    | Раджастхан      | RJ  | Джайпур          |
| 22    | Сіккім          | SK  | Гангток          |
| 23    | Тамілнад        | TN  | Ченнай           |
| 24    | Телангана       | TS  | Хайдарабад       |
| 25    | Трипура         | TR  | Агартала         |
| 26    | Уттар-Прадеш    | UP  | Лакхнау          |
| 27    | Уттаракханд     | UK  | Дехрадун         |
| 28    | Західний Бенгал | WB  | Колката          |

2 червня 2014 року створений штат Телангана (з частини Андхра-Прадешу) зі столицею в Хайдарабаді (тимчасово спільна столиця для двох штатів).
Союзні території
| Номер | Союзна територія                  | Код | Столиця   |
| ----- | --------------------------------- | --- | --------- |
| A     | Андаманські і Нікобарські острови | AN  | Порт-Блер |
| B     | Чандігарх                         | CH  | Чандігарх |
| C     | Дадра і Нагар-Хавелі              | DN  | Сілвасса  |
| D     | Даман і Діу                       | DD  | Даман     |
| E     | Лакшадвіп                         | LD  | Каваратті |
| F     | Національний столичний округ      | ND  | Нью-Делі  |
| G     | Пондішері                         | PY  | Пудучеррі |

## Населення

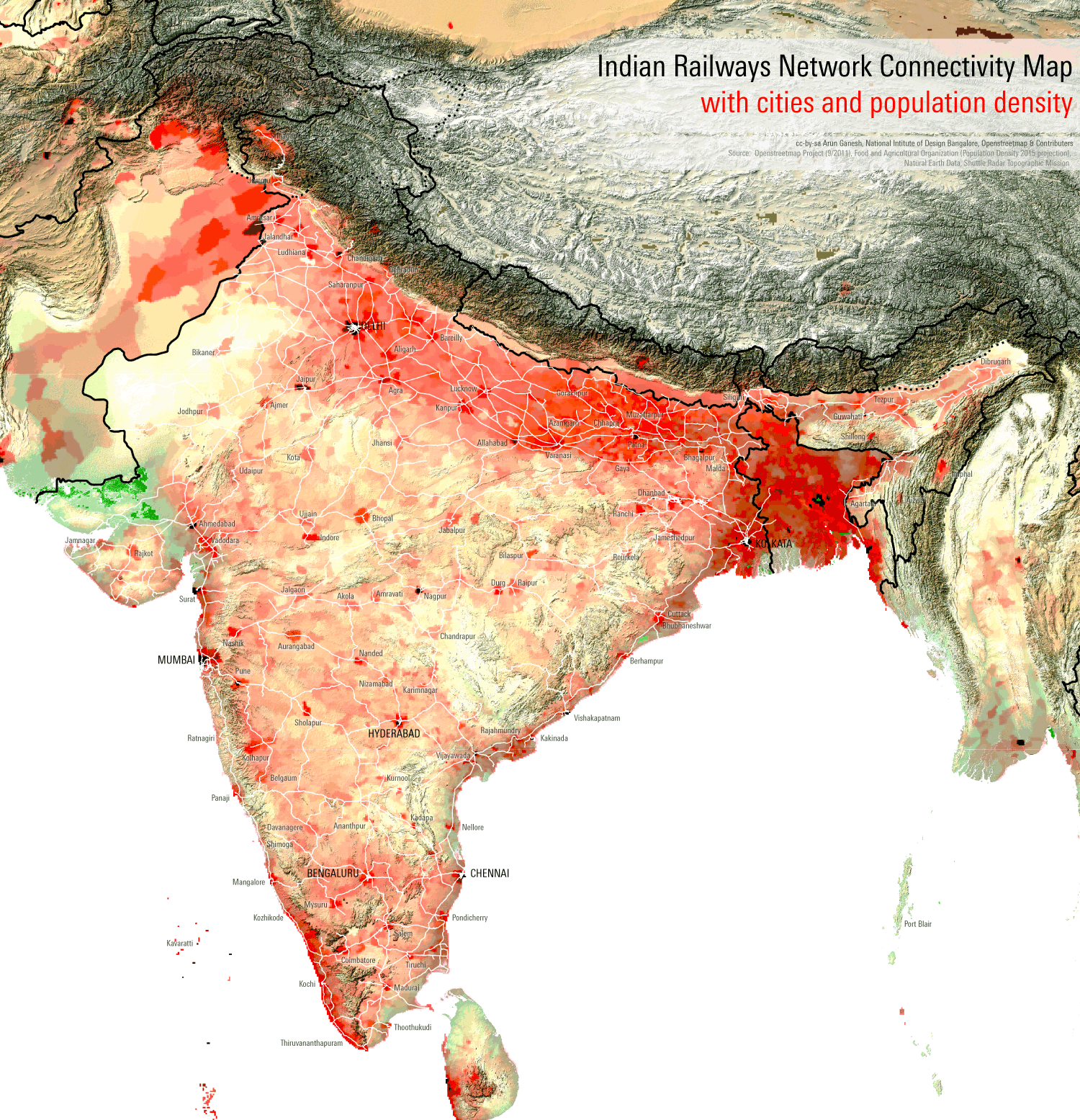
Мапа показує щільність населення країни та головні магістралі Індійських залізниць.

З населенням 1 380 004 385 осіб, Індія є другою найбільш густонаселеною країною світу, проте до 2030 року Індія обжене Китай та посяде 1-е місце за кількістю населення. Останні 50 років спостерігається швидке зростання населення за рахунок медичних досягнень (покращення медичного обслуговування) і масове зростання продуктивності сільського господарства (так звана «зелена революція»). Міське населення Індії збільшилося в кілька разів протягом ХХ століття і більше концентрується у великих містах. До 2001 року стало понад 35 міст із мільйонним населенням, з найбільших міст із населенням понад 10 мільйонів кожне, виділяються Мумбаї, Делі і Колката. Однак тенденція зростання кількості населення в сільських районах, надалі спостерігається, оскільки більше 70 % населення Індії як і раніше, проживають у селах.
24 квітня 2023 року, як повідомила агенція Associated Press, ООН опублікувала прогноз, згідно якого до кінця квітня 2023 року, Індія стане найбільш густонаселеною країною в світі, обігнавши за цим показником Китай.
В Індії пропагують переваги малодітної сім'ї, використовують різні методи обмеження народжуваності, у деяких випадках — матеріальне заохочення сімей, які прагнуть обмеження народжуваності. Демографічні проблеми створюють ряд інших проблем, зокрема продовольчої і неписьменності (до 50 % населення регіону є неписьменне через бідність країн).

### Етнічні групи країни
Індія є багатонаціональною державою, з розмаїттям етнічних племінних груп, приблизно 72 % населення складають індо-арії, 25 % дравіди, які в основному мешкають у південній частині Індії. І лише 3 відсотки припадає на інші етнічні групи, особливо на тибето-бірманські, мунда і мон-кхмерські народи у районах Гімалаїв, Північно-Східної та Східної Індії.
Значний вплив на індійське суспільство кожного століття призводять численні етнічні міграції народностей чи нелегальні (деколи й легальні) міграції народів з сусідніх територій чи в середині країни. Наприклад, кількість нелегальних іммігрантів бангладешців в Індії за теперішніми оцінками складає близько 20 мільйонів. Ще приблизно 100 000 — це вигнанці-тибетці, які втекли після китайської окупації Тибету в 1950-х роках з своєї батьківщини, однак, офіційно визнані біженцями і мають дозвіл на перебування. Крім того, більше 60 000 тамільських біженців зі Шрі-Ланки також перебралися на індійську територію.

### Мови Індії

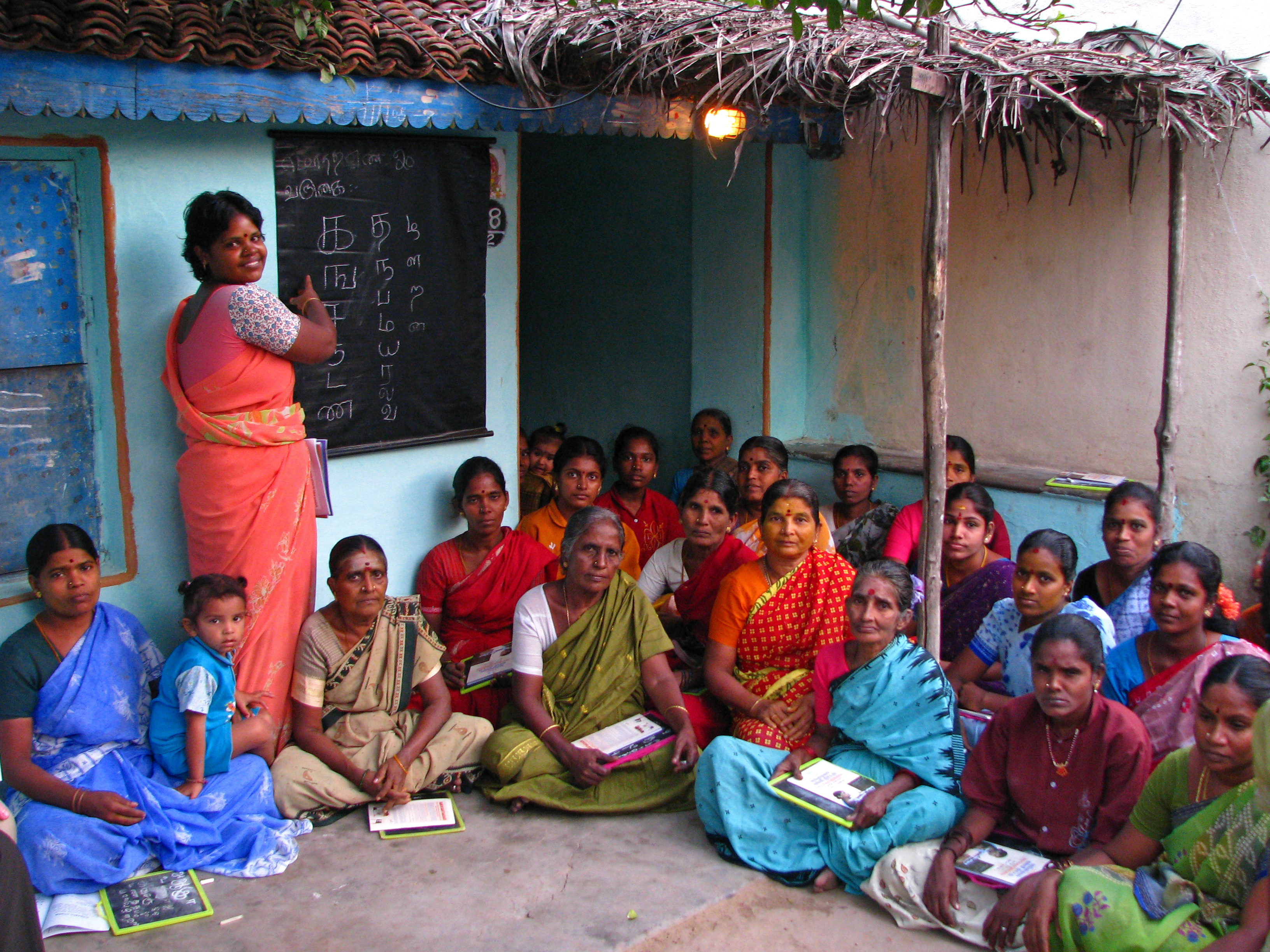
Жінки вчаться грамотності у Тамілнаду

Індія є найбільшою у світі країною в культурно-мовному спектрі. Індія є домом для індоєвропейської мовної сім'ї. Індоєвропейські мови в Індії представлені двома великими мовними групами: індо-арійська (якою послуговуються близько 74 % населення) та дравідійська (якою розмовляють 24 %). Інші мови спілкування в Індії походять з австроазійської мовної сім'ї і тибето-бірманської групи сино-тибетської мовної сім'ї. Крім двох національних мов, гінді та англійської мови, статус офіційної має ще 21 мова: ассамська, бенгальська, бодо, догрі, гуджараті, каннада, кашмірі, конкані, майтхілі, малаялам, маратхі, маніпурі, непалі, орія, пенджабська, санталі, санскрит, сіндхі, тамільська, телугу і урду
Мова гінді, найбільш вживана, є офіційною мовою в Індії. Англійська мова широко використовується в бізнесі і державному управлінні, має статус офіційної мови, суттєвим також є її використання в освіті, особливо в середовищі вищої освіти. Крім того, у кожному штаті або союзній території використовують свою власну мову, як офіційну, і в Конституції Індії також визнається ще 21 мова, якими найчастіше користуються в індійському суспільстві й їм надано офіційного статусу. Слід відзначити, що дослідниками-мовниками в Індії нараховано безліч діалектів, їх кількість сягає 1652. В Індії знаходиться найбільша кількість університетів у світі.

### Релігія
Чотири великі релігії світу (індуїзм, буддизм, джайнізм та сикхізм) походять із Індії. Більше 800 мільйонів індійців (79,8 %) є індуїстами. Решта населення належить до релігійних груп: мусульман (13,4 %), християн (2,3 %), сикхів (1,9 %), буддистів (0,8 %), джайністів (0,4 %), юдеїв, зороастрійців, та послідовників бахаїзму та інші.
Секуляризм — розділення церкви від держави, є одним із найфундаментальніших принципів індійських штатів і закріплені в Конституції Індії. Послідовники сотень різних віросповідань у цілому існують пліч-о-пліч віками, тим не менш, є іноді регіональні, обмежені, сектантські зіткнення. А також були поодинокі випадки масштабних релігійних зіткнень між послідовниками значних релігійних течій: мусульман — індуїстів чи індуїстів — сикхів, які доволі значуще відбилися на історії та індійському суспільстві.

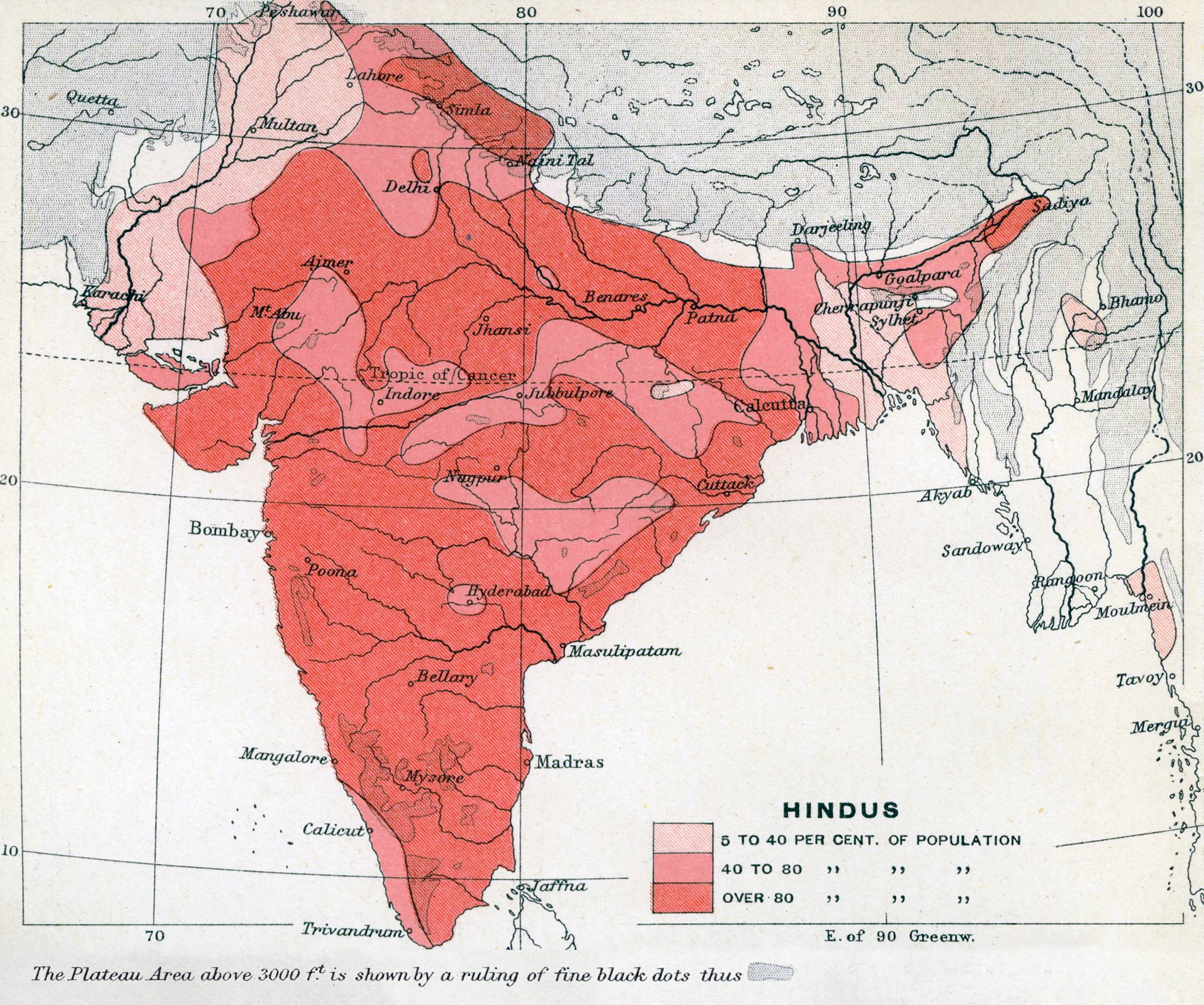
Відсоток індуїстів, 1909
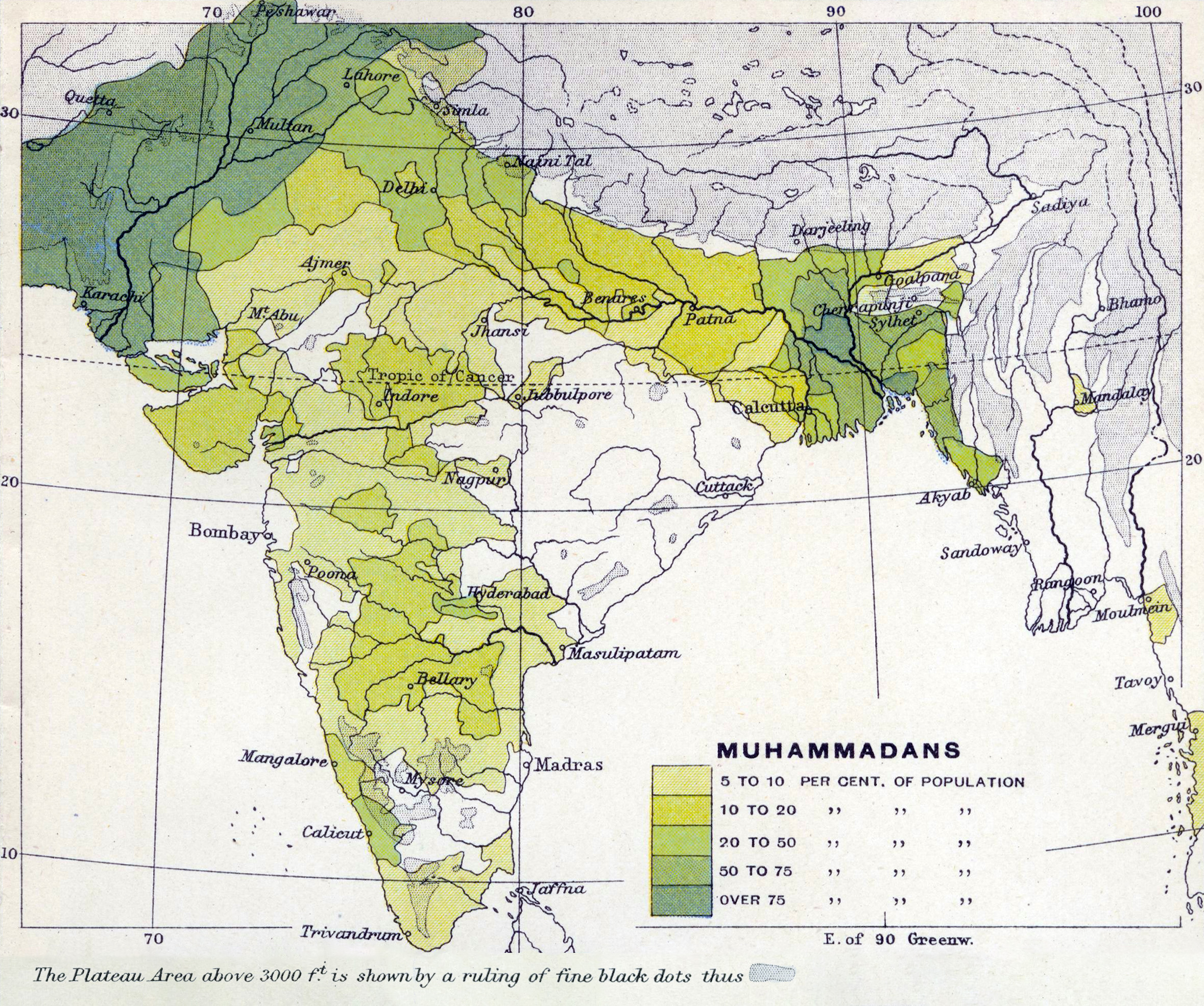
Відсоток мусульман, 1909
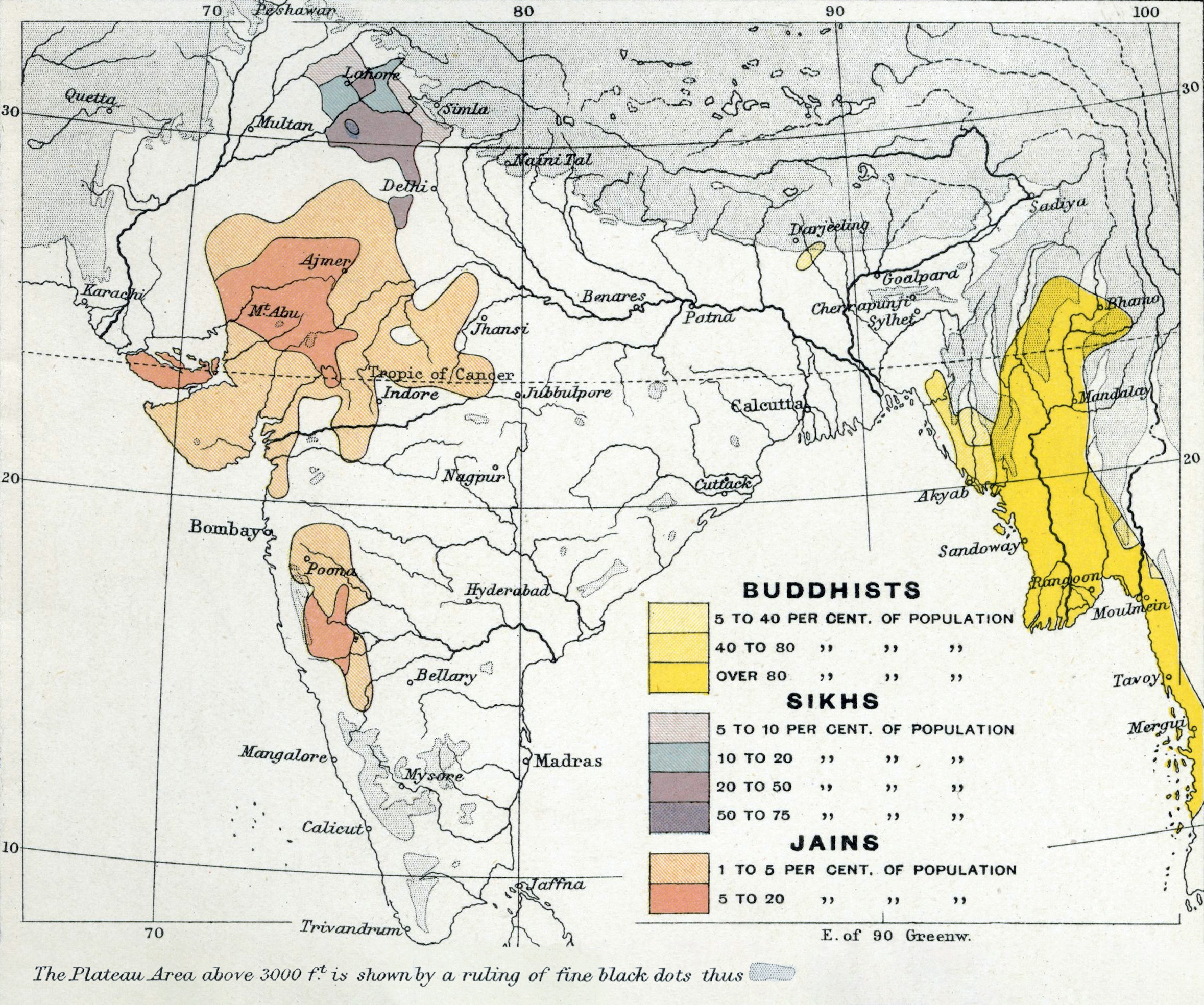
Відсоток сикхів, буддистів і джайнів, 1909

## Державні символи

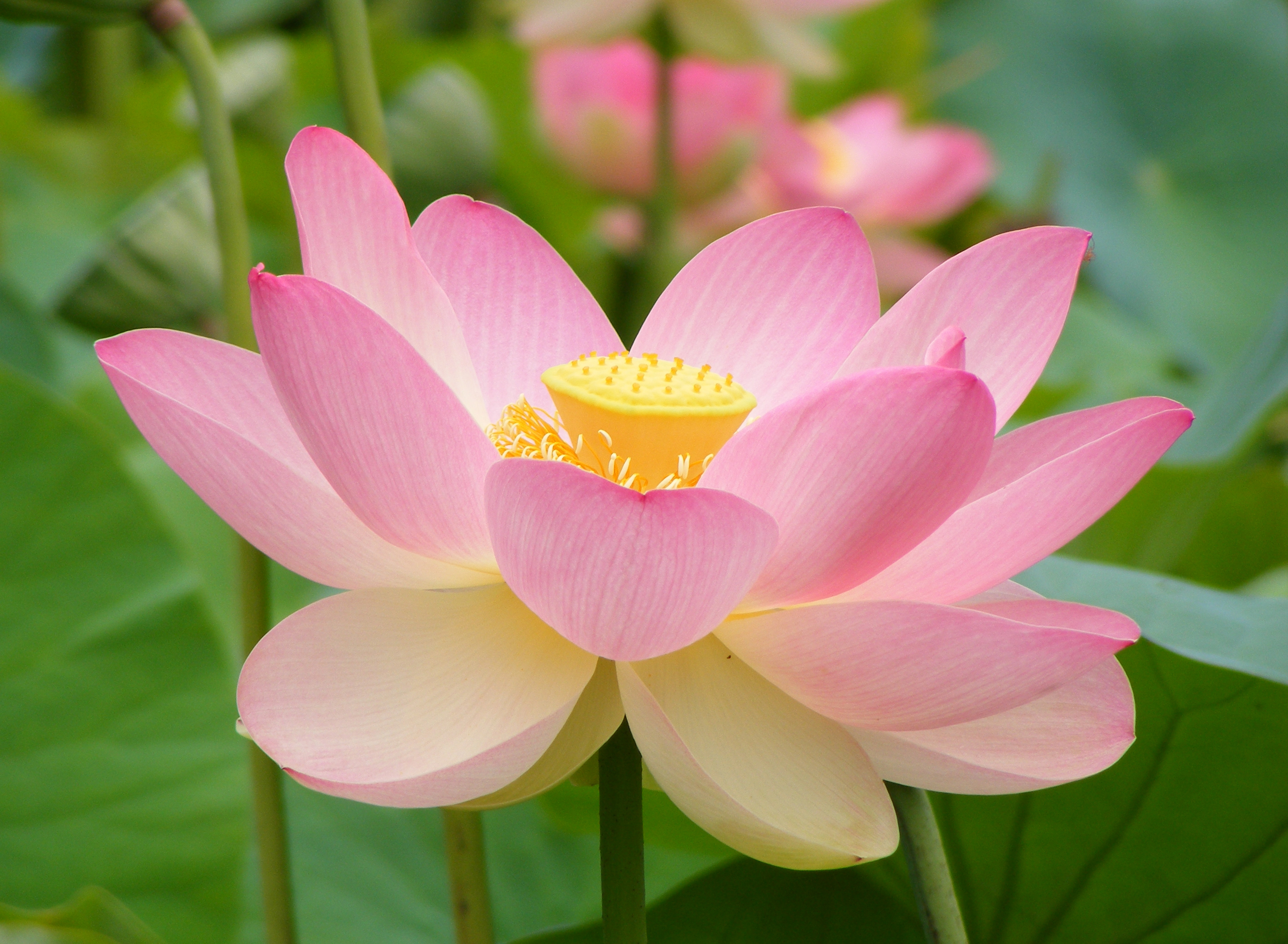
Національна квітка — лотос

### Державне свято
26 січня — День Республіки (1950).

### Державний прапор
Державний прапор Індії (затверджений конституційною асамблеєю 22 липня 1947 року) — горизонтальний, триколірний: шафрановий зверху, білий посередині і темно-зелений знизу — у рівних пропорціях. Співвідношення ширини і довжини прапора — один до трьох; у центрі білої смуги — колесо «чакра» темно-синього кольору. Його діаметр приблизно відповідає ширині білої смуги і має 24 спиці. Чакра — колесо закону Дхарми (Доброчинності), що символізує поступальний рух країни.

### Державний герб
Державний герб Індії являє собою копію Левової капітелі з м. Сарнатха (поблизу м. Варанасі), спорудженої в III ст. до н. е. імператором Ашокою на місці, де Будда проголосив своє послання про мир і визволення до чотирьох країн світу. Державний герб символізує прихильність сучасної Індії її стародавнім принципам миру і доброї волі. На капітелі — чотири лева, які сидять спиною один до одного. По окружності капітелі розташовані зображення чотирьох звірів-хранителів чотирьох країн світу: лев — на півночі, слон — на сході, кінь — на півдні, бик — на заході. Абака покоїться на розпущеній квітці лотоса, яка символізує джерело життя і творчої наснаги. Під гербом на санскриті написане гасло «Сатьямева Джайяте» («Нехай запанує Істина!»).

### Державний гімн
Державний гімн Індії — національна пісня «Джанаганамана» («Душа народу»), слова і музику до якої написав Рабіндранат Тагор. Вперше був виконаний 29 грудня 1911 року.
- Національна тварина — тигр.
- Національний птах — павич.
- Національна квітка — лотос.
- Національний фрукт — манго.

## Культура Індії
Індійська культура є однією з найстаріших і найрізноманітніших культур світу. Це має вирішальне значення для всієї Південної і Південно-Східної Азії. Вірування й релігії відіграють в Індії значну роль, це країна походження кількох світових релігій (індуїзм, буддизм, джайнізм, сикхізм) які своїм впливом формували культуру цієї країни. Майже незліченна мовна різноманітність і численні народності також впливали на специфіку та культурні особливості Індії. Країна не залишалася й поза загальними світовими тенденціями завдяки впливу ісламу та через європейські колоніальні держави, котрі також залишили свій слід у культурі Індії.

### Архітектура

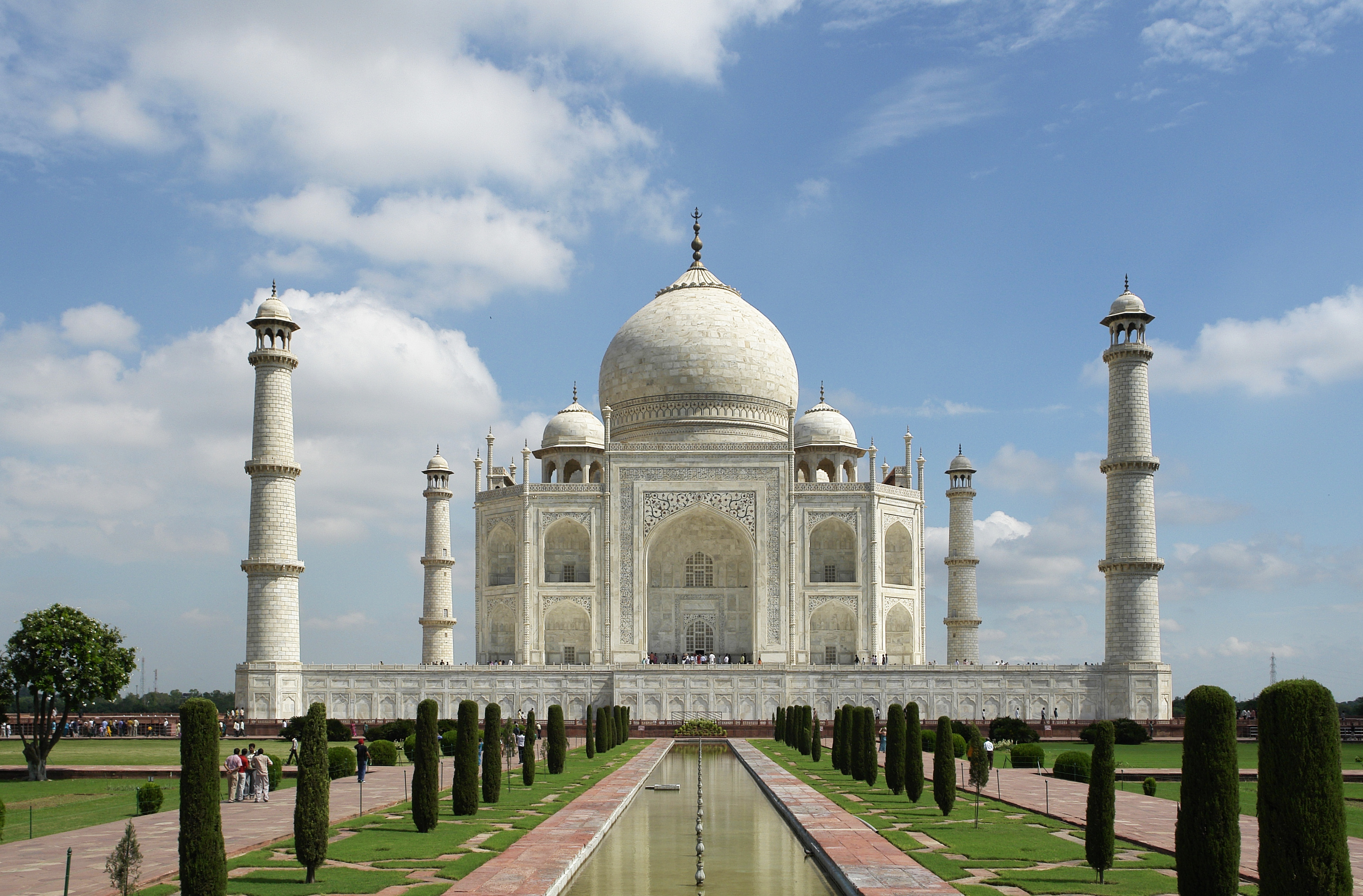
Тадж Махал

Індійська архітектура є однією з областей, у якій найяскравіше представлена розмаїтість індійської культури. Більша частина архітектурних пам'ятників Індії, включаючи такі монументи як Тадж Махал й інші приклади могольської і південно-індійської архітектури, являють собою змішання древніх і різнорідних місцевих традицій різних регіонів Індії й зарубіжжя.
Архітектура Індії в ісламський період
Іслам почав проникати в Індію з VIII ст.; у 1398 році в країну прийшли армії Тамерлана. Його нащадок Бабур у 1526 році завоював практично всю Індію та заснував Імперію Великих Моголів. Вона проіснувала до 1857 року.
Завойовники намагалися пристосувати залишки зруйнованої архітектури для власного мистецтва та будівництва. Так фрагменти будівель, перш за все колони, стовпи, скульптурні прикраси були перенесені до нових мусульманських споруд.
У ХІІ — ХІІІ ст. в Індії з'явилися основні типи культових споруд мусульман, у першу чергу мечеті, мінарети, медресе, мавзолеї. В основних типах архітектурних споруд ранньоісламського періоду простежуються ісламські традиції, але в деталях культових будівель також видно вплив індійської архітектури. Колони, деталі архітектурних прикрас із великою кількістю рослинного орнаменту запозичені з буддійських та індуїстських будівель. Також характерною рисою архітектури ранньоісламського періоду є вписаність у навколишнє середовище.

### Література

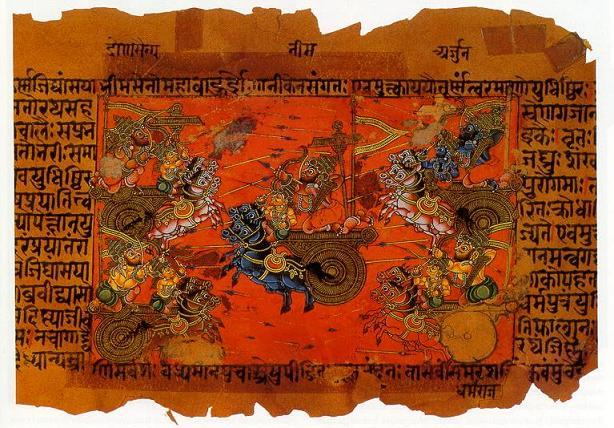
Елемент із Курукшетри

### Музика

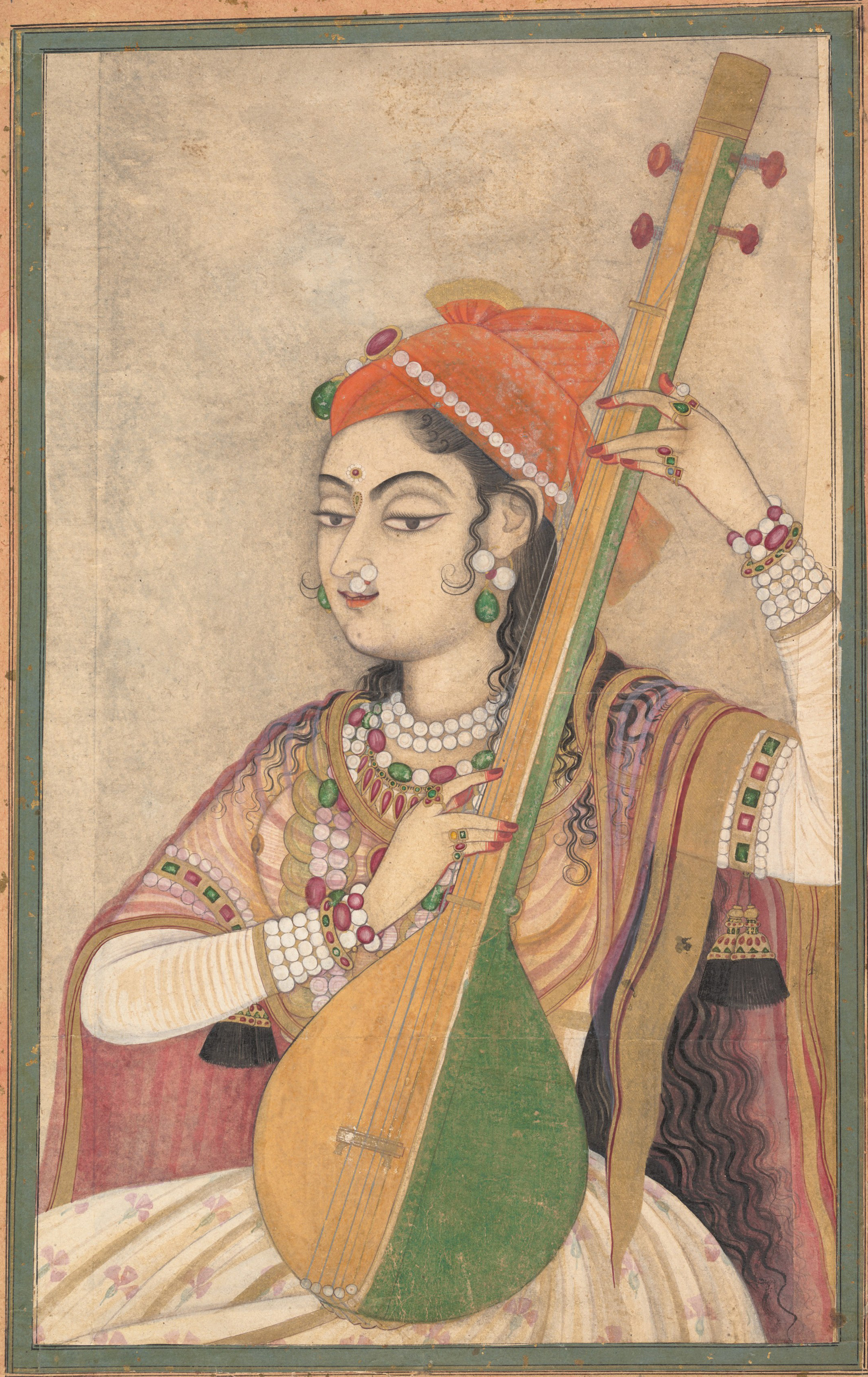
Дама грає на тамбурі, 1735.

Індійська музика є однією з найдавніших і самобутніх музичних культур. Важливий етап розвитку індійської музики пов'язаний із найдавнішими літературними пам'ятниками — Ведами, насамперед із хвалебними Самаведами. Сполучення музичних звуків розглядалися давньоіндійськими мислителями як енергія космосу і життя, втілення ритмів розвитку Всесвіту тощо.
Класична індійська музика відрізняється самобутньою системою ладів, які називаються рагами, що не стільки розглядаються як певна система звуковисотностей, скільки виражає взаємозв'язок природних, емоційно-психологічних та музичних законів. При цьому в індійській музиці існують лади, що поділяють октаву на інтервали менше за півтон (до 25 ступенів).
Народна музика важлива для збереження ідентичності численних народів Індії. У період мусульманського завоювання індійська музика увібрала й асимілювала ряд традицій й інструментів арабської музики, а в період європейського колоніального панування — елементи й інструменти музики Європи. Попри це у XX столітті зусилля багатьох індійських музикантів були спрямовані на збереження і примноження національних традицій. В постмодерну епоху індійська музика стала одним зі значних компонентів музичної розмаїтості загальносвітової культури.

### Танець

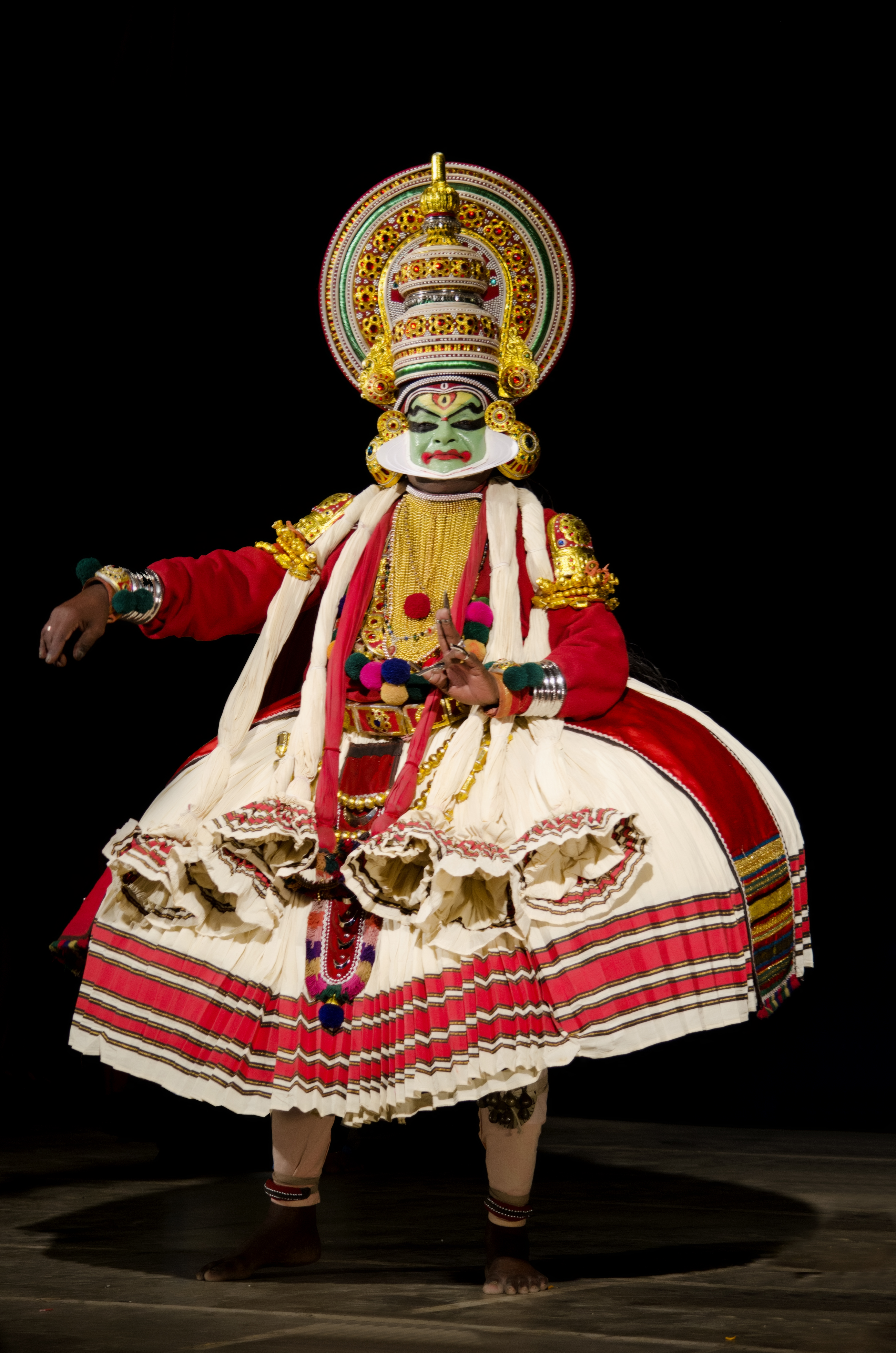
Мистецтво Катхакалі

В індуїзмі танці завжди відігравали важливу роль у побуті, часто танець являв собою як версію молитви, в інших випадках його поєднували з міфологічним темами з уяви індійського суспільства. Також не дивно, що в Індії величезну кількість класичних танців, розроблено саме з елементами гри. Танець є одним із найрозвиненіших форм мистецтва в Індії. Часто, навіть найбільш незначні рухи і вирази обличчя нестимуть якесь символічне значення. Класичні танці, як правило, покладені на літературну основу, або ж черпають мотиви саме з літературних першоджерел.
Найвідомішими індійськими народними танцями є бганґра в Пенджабі, бігу в Ассам, чгау в Західній Бенгалії, Джаркханді та Орісса і ґгумар у Раджастані. Індійською національною академією музики, танців і драми надала статус класичних восьми танцям. Це: бхаратанатьям штату Таміл-Наду, катхак в Уттар-Прадеш, катхакалі і мохіні-аттам у Кералі, кучипуді в Андгра-Прадеш, маніпурі в Маніпурі, одіссі в Оріссі і саттрія в Ассамі. Доволі багато в Індії регіональних народних танців. Їх застосовують у різних випадках, наприклад, на весіллях, місцевих громадських заходах, або ж зборі урожаю чи початку мусону.

### Театр
Індійський театр часто сполучає в собі музику, танці й імпровізований діалог. Сюжети часто засновані на мотивах, запозичених із текстів індуїзму, а також на середньовічних літературних творах, соціальних і політичних новинах. Деякі регіональні форми індійського театру це: бхавай у штаті Гуджарат, джатра в Західної Бенгалії, наутанки і рамліла у Північній Індії, тамаша в Махараштрі, терукутту в Таміл-Наду, і якшагана в Карнатакі. Існують також багаті традиції маріонеткового театру — традиційні, здебільшого тепер, в сільських районах Індії

### Кіно
Індійська кіноіндустрія є найбільшою у світі, а її головний кінематографічний майданчик знаходиться в Боллівуді в мегаполісі Мумбаї, тут продукуються комерційні фільми на гінді і вона є найпліднішою кіностудією у світі. Але ще й по всій країні розкинулися національні й дуже продуктивні студії, які творять свої фільми на національних й поширених мовах всієї Індії — розвиваючи тим самим культурне й мовне різноманіття Індії. Крім того, авторське кіно Індії також здобуло визнання, особливо в світовому кінематографі. Є два всесвітньо відомих бенгальських режисери Сатьяджит Рай (Satyajit Ray) та Мрінал Сен (Mrinal Sen).
Але Кіно, поза сумнівом, один із найважливіших елементів сучасної популярної культури в Індії. Більше ніж 1000 кінострічок у році така продуктивність індійської кіноіндустрії, безперечно, найбільшої у світі. У кінострічках відображаються культурні, мовні особливості країни, національна різноманітність й сучасний стан все це відображено в цьому жанрі мистецтва. Шагрукх Кхан (Shahrukh Khan), Амітабг Баччан (Amitabh Bachchan), Аамір Хан (Aamir Khan) та Рані Мукхерджи (Rani Mukerji) є популярними і відомими акторами Боллівуду.
Основні риси та особливості популярних фільмів спостерігаються в усіх регіональних кіностудіях. Часто це більше трьох годин плівки, у якій міститься багато музики і танцювальних сцен, без яких цей комерційний фільм не буде довершений. Іноді саундтреки до фільмів випускають заздалегідь, і вони доволі часто стають самодостатнім продуктом, що зразу символізує, що фільм буде приречений на успіх, що швидше за все, це буде «боллівудський блокбастер». Від артистів очікується, що вони будуть багато танцювати, та виконуватимуть багато вокальних номерів, які виконуватимуть актори чи здебільшого професійні співаки. А також впадає в очі поєднання комічних, романтичних, драматичних сцен і елементи «боллівудського вестерну». Хоча в останні роки індійське кіно почало завойовувати й світовий ринок, тому деякі їх твори почали походити на світові взірці цього мистецтва. Підтвердженням тому стали численні премії та призи в різних номінаціях на світових кінофорумах.

### Живопис

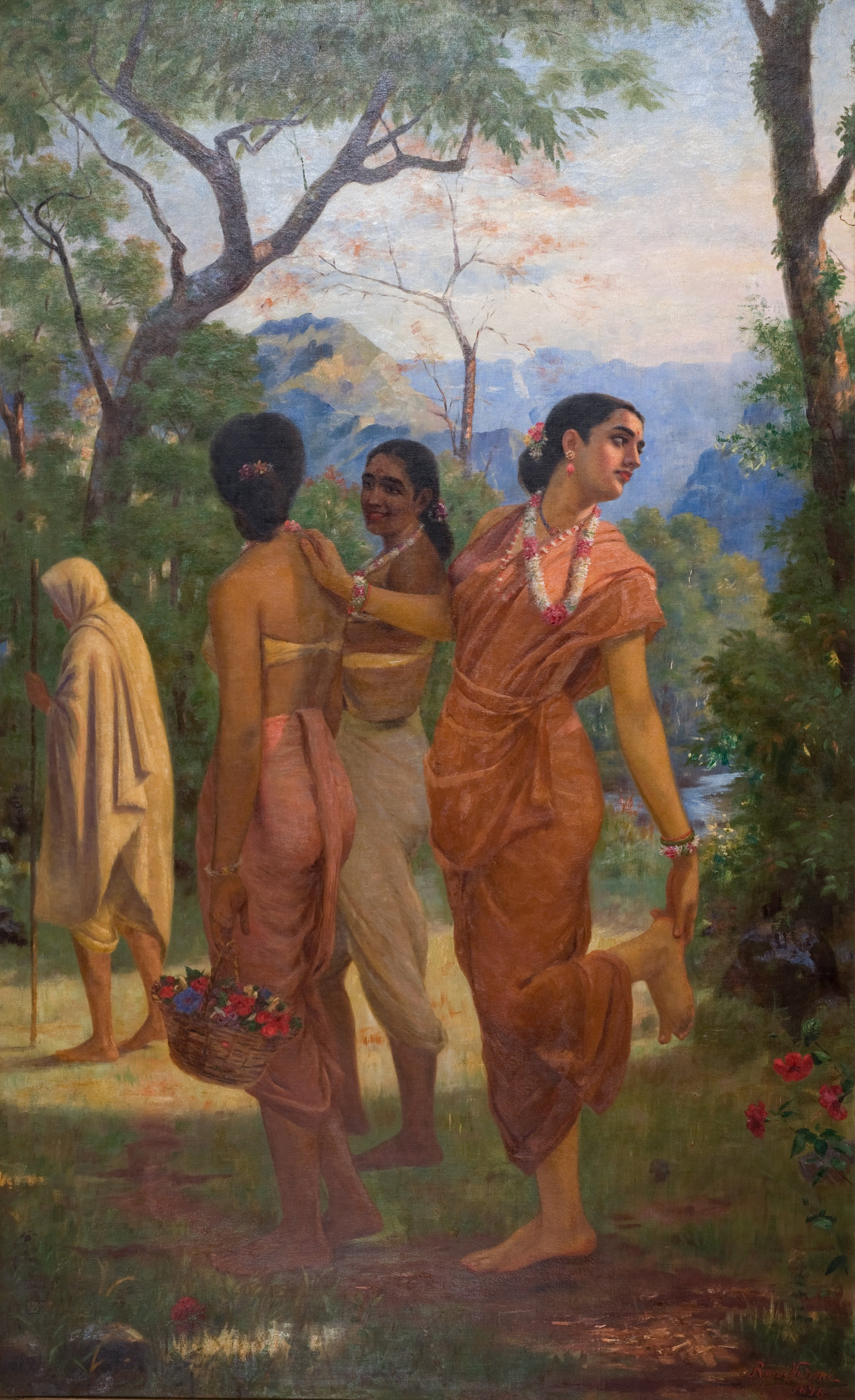
Раджа Раві Варма. Shakuntala.

Хоча скульптура в Індії протягом тисячоліть була як найвища форма мистецтва, спостерігалися ще ранні високорозвинені форми традиційного індусам живопису.
З появою ісламу (ХІІ століття), перевага почала надаватися зображенню в картинах, спочатку як придворне мистецтво в традиціях перських й поступово збільшуючи своє значення в індійському суспільстві. Кульмінацією цього мистецтва стало XVI—XVIII століття, коли в часи Великих Моголів живопис розквітнув найзначніше, увібравши всі найкращі елементи ісламського орнаменталізму та поєднавши з індуським мініатюрним живописом. В цих роботах показано, майже виключно, світські речі: портрети важливих персон імперії, а також зображення палацового життя і важливих історичних подій.
Західний вплив на живописне мистецтво в Індії, відчувся під час британської колоніальної епохи та пізніших революційних змін. Столітній традиційний індійський живопис був у занепаді. Замість цього, місцеві художники, як-от Раджа Раві Варма прагнули наслідування європейських стилів, перш за все, художній реалізм.
Період стику століть привніс у мистецтво одне з основних ознак модернізму — виникнення художника як індивідуальності. Різні між собою і за технікою і за тематикою роботи художників Б. Б. Мукерджі, Р. К. Байджа та ін, складають карту мальовничій історії Індії в найважливіші етапи її боротьби за незалежність. Мистецтво цього часу використовувалося як ефективна політична зброя.

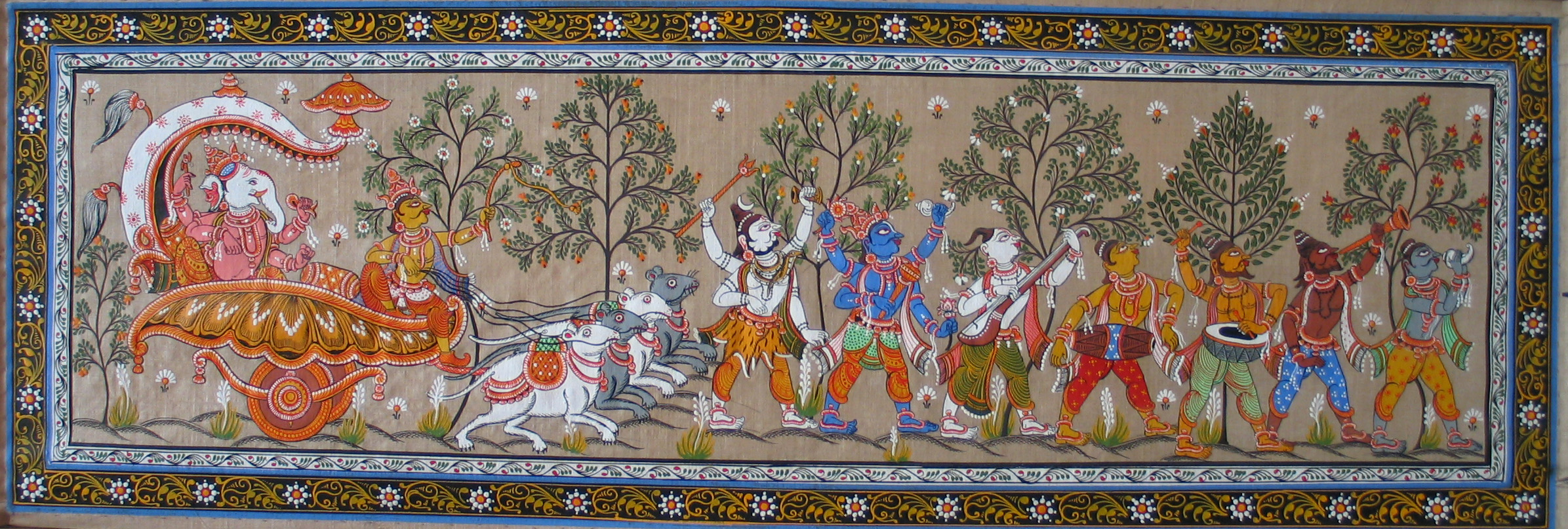
Зображення індуїстських богів.

Художники, які утворили в 1943 році «Калькуттську групу», одним із засновників якої став П. Сен, акцентували увагу на важливості розробки художньої мови, яка, незважаючи на корені в індійських традиціях, була би не обмежена ними, зав'язував активний діалог зі світовими художніми течіями. Зі змістовної точки зору для творчості калькуттських художників став характерним інтерес до нагальних соціальних питань. Продовжили їх традиції Г. Пайн, Джоген Чоудхурі.
Однією з найбільш значущих була утворена в 1947 році в Бомбеї «Прогресивна група художників». Вона знаменувала переломний момент в історії індійського мистецтва, проголошуючи демократизацію особистості індійського художника, розширення соціального складу в мистецьких колах. Звернення до абстракції стало модним, незважаючи на співіснування зі споконвічною індійською схильністю до фігуративности і описового мистецтва (Т. Мехта, А. Падамсі, В. С. Гаітонде, Р. Кумар).
У 1960 році утворюється група «Невідомі», що стала основою для формування в індійському живописі течії абстрактивізму й фігуративізму. Яскравими представниками її стали Арпіта Сінґх та Парамджіт Сінґх.

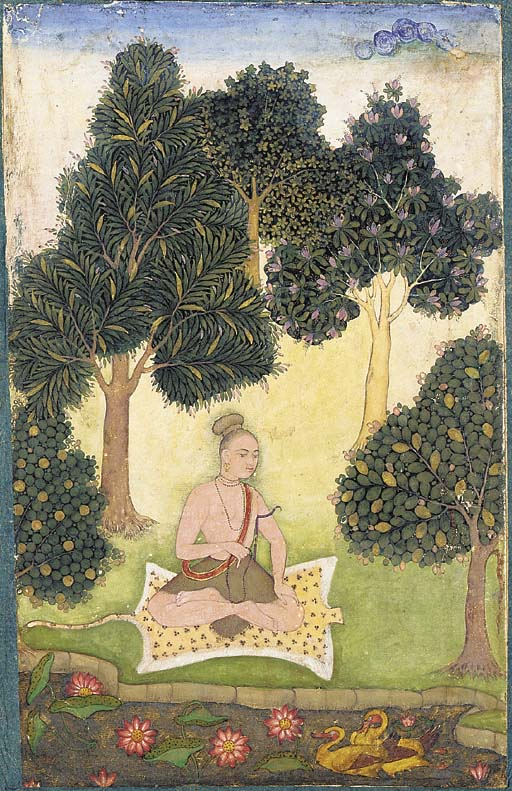
Йоґ у саду

Регіональні центри формували свою власну ідентичність. Створений К. Ч. Ш. Панікером у 1966 році колектив поблизу Мадраса заохочував комунальний спосіб життя і роботи. Панікер і трохи пізніше Д. Свамінатхан здійснили сильний вплив на ціле покоління художників, що творили в абстрактному стилі. Відомим представником живопису Гуджарату є Г. Шейх.
Важливою була роль шкіл мистецтв — художньої школи Джей Джей у Бомбеї, державного коледжу мистецтв у Калькутті та факультету образотворчих мистецтв при університеті у Бароді — у формуванні шляху індійського мистецтва. Тут працював талановитий художник й педагог К. Ґ. Субраман'ян. Серед випускників — А. Е. Менон, Д. Дас, Атул Додія, Б. Крішнамачарі, Д. Каллат, Шилпа Гупта.
Сучасний живопис в Індії продовжує напрямки західних мистецьких рухів, а також поєднує їх з індійськими традиціями, найяскравішим сучасним представником цієї течії є художник Макбул Фіда Хусейн. Значною подією є творчість художниці та графіка Арпани Каур.
Крім того, в Індії завжди були сильні традиції народного малярства, особливо вони збереглися у сільській місцевості, в розмальованих та оздоблених хатинах селян (мадхубані з штату Біхар, видатним представником якого була Махасундарі Деві). Все частіше мистецтвознавці привертають увагу на творчі та художні роботи інших індійських племен.
Образотворче мистецтво звільнилося від своєї прихильності до двомірності, а кордони між живописом, скульптурою та дизайном виявилися розмиті (М. Раї, Р. Родвіттья, Н. Малані, Б. Г. Шарма, А. Рамачандран, С. Гупта, В. Сундарам, С. Шетті).

### Декоративно-ужиткове мистецтво
Значних успіхів у Стародавній Індії досягло й ужиткове мистецтво, передусім ювелірне та різьба по кістці. Вироби індійських ювелірів та різьбярів по слоновій кістці дістали міжнародне визнання.

### Йоґа
Йо́ґа (дослівно: «зв'язок [з Брагманом]») — психопрактика зміни свідомості, сукупність різноманітних індійських духовних і фізичних практик, що розробляються в різних напрямах індуїзму та буддизму з метою керування психікою та психофізіологією індивіда задля досягнення піднесеного психічного й духовного стану. У вужчому сенсі йоґа — одна з шести ортодоксальних шкіл (даршанів) філософії індуїзму. Вища мета йоґи — зміна онтологічного статусу людини у світі.
Основні напрями йоґи:
- раджа-йоґа — королівська йоґа, шлях медитації;
- карма-йоґа — шлях діяння;
- джняна-йоґа — шлях знання;
- бгакті-йоґа — шлях служіння;

Крім чотирьох основних напрямків йоґи, існує також багато інших, серед яких широко відома хатха-йоґа — шлях очищення тіла та розуму.
У філософії індуїзму йоґою вважають систему раджа-йоґи, викладену в «Йоґа-сутрах» й тісно пов'язану з базовими принципами санкх'ї. Йоґа обговорюється в різноманітних джерелах індуїзму, як-от Веди, Упанішади, «Бгаґавад-Ґіта», «Хатха-йоґа-прадипіка», «Шива-самхіта» і «Тантри». Кінцева мета йоґи може бути абсолютно різною — від поліпшення фізичного здоров'я до досягнення мокші.

## Інше

### Спорт

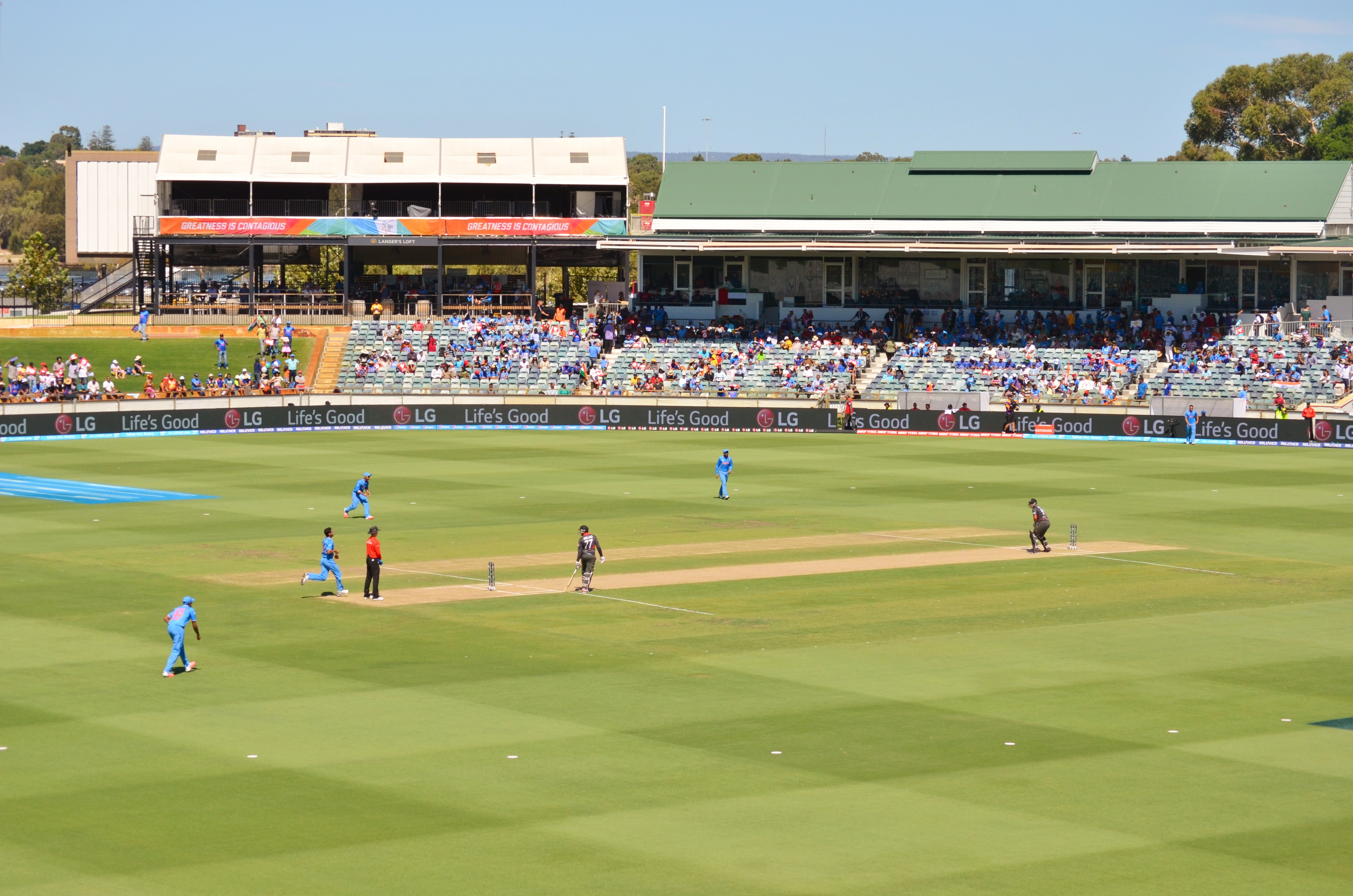
Збірна з крикету грає проти команди ОАЕ.

Багато видів спорту в Індії мають своє походження з Англії і поширилися по всій країні за часів англійського колоніального панування. Англійський Крикет, безумовно, найпопулярніший вид спорту в Індії, та розвинувся набагато потужніше ніж у країні свого походження. Індійська національна команда з крикету виграла 1983 році Кубок світу з Крикету і 2007 році МТП 20 Волд Трофі(MTP Twenty 20 world), та розділили 2002 році МТП Трофей чемпіонів із командою Шрі-Ланки. Крикет в Індії знаходиться у веденні Ради з контролю за крикетом в Індії, яка також проводить внутрішні змагання включаючи (Ranji Trophy), (Duleep Trophy), (Deodhar Trophy), (India Trophy) і (ATP Challenger Tour). Крім того, існують індійська ліга крикету та індійська прем'єр-ліга крікету та організовано лігу Twenty20.
Другий за популярністю вид спорту є хокей, а саме його різновид хокей на траві. Офіційний національний вид спорту Індії — це хокей на траві, підпорядкований індійській федерації хокею. Індійська команда з хокею на траві виграла хокейний чемпіонат світу на траві 1975 року (чоловіки) і 8 золотих, 1 срібну і 2 бронзові медалі на Олімпійських іграх (починаючи з 1926 року).
У деяких штатах, приміром, у Гоа і Західній Бенгалії, поширений й футбол. Національна команда з цього виду спорту в наш час[коли?] займає 143-тє місце в Рейтингу збірних ФІФА (станом на грудень 2007 року). Нараін Картікеян від Ченнаї Індія був першим індійським професійним водієм на в Формулі 1. Крім того, Індія гордиться одним із найкращих шахістів у світі, в тому числі чемпіоном світу з шахів, Вішванатаном Анандом. Також почали здобувати популярність теніс та бадмінтон.
В Олімпійських іграх індійські спортсмени виграли в цілому 20 медалей. Індія тут безперечно домінує зі своєю хокейною командою з 1928 по 1980 роки, протягом цих 12 ігор вони завоювали 8 золотих, 1 срібну і 2 бронзові медалі. В індивідуальних змаганнях серед спортсменів — Абгінав Біндра (Abhinav Bindra) виграв золоту медаль у змаганнях зі стрільби для своєї країни. Норман Прічард (Norman Pritchard), Хашаба Джадгав (Khashaba Jadhav), Леандер Паєс (Leander Paes), Карнам Мейлісварі(Karnam Malleswari), Раджавардган Сінґх Ратгор(Rajyavardhan Singh Rathore), Сушиль Кумар (Sushil Kumar) і Віджендер Кумар (Vijender Kumar) також вигравали медалі іншого гатунку — (три срібних, п'ять бронзових) для Індії.
Популярні й традиційні тільки для Індії спортивні змагання — Кабадді (kabaddi), Хо Хо (kho kho), і Джіллі-Данда (gilli-danda), які грають по всій країні. Індія також є домівкою для древніх бойових мистецтв — Kalarippayattu і Калай Варма (Varma Kalai).

## Україна й Індія
У 2011 р. було відновлено, після тривалої паузи, українсько-індійський політичний діалог на високому рівні. Відбувся візит до Індії Міністра закордонних справ України К. І. Грищенка, головною метою якого була підготовка візиту Президента України В. Ф. Януковича до цієї держави у 2012 році. За результатами участі у 2011 р. у Київському саміті з безпечного та інноваційного використання ядерної енергії індійська сторона оголосила про рішення виділити 1 млн дол. США на реалізацію Чорнобильських проєктів. У контексті розвитку двостороннього співробітництва у 2012 році також заплановано проведення 4-го засідання Міжурядової українсько-індійської комісії та візити на рівні керівників органів законодавчої влади та національної безпеки України і Республіки Індія. Продовжується конструктивна співпраця між Україною та Республікою Індія в рамках ООН.